# Sint-Martinusbasiliek (Halle)

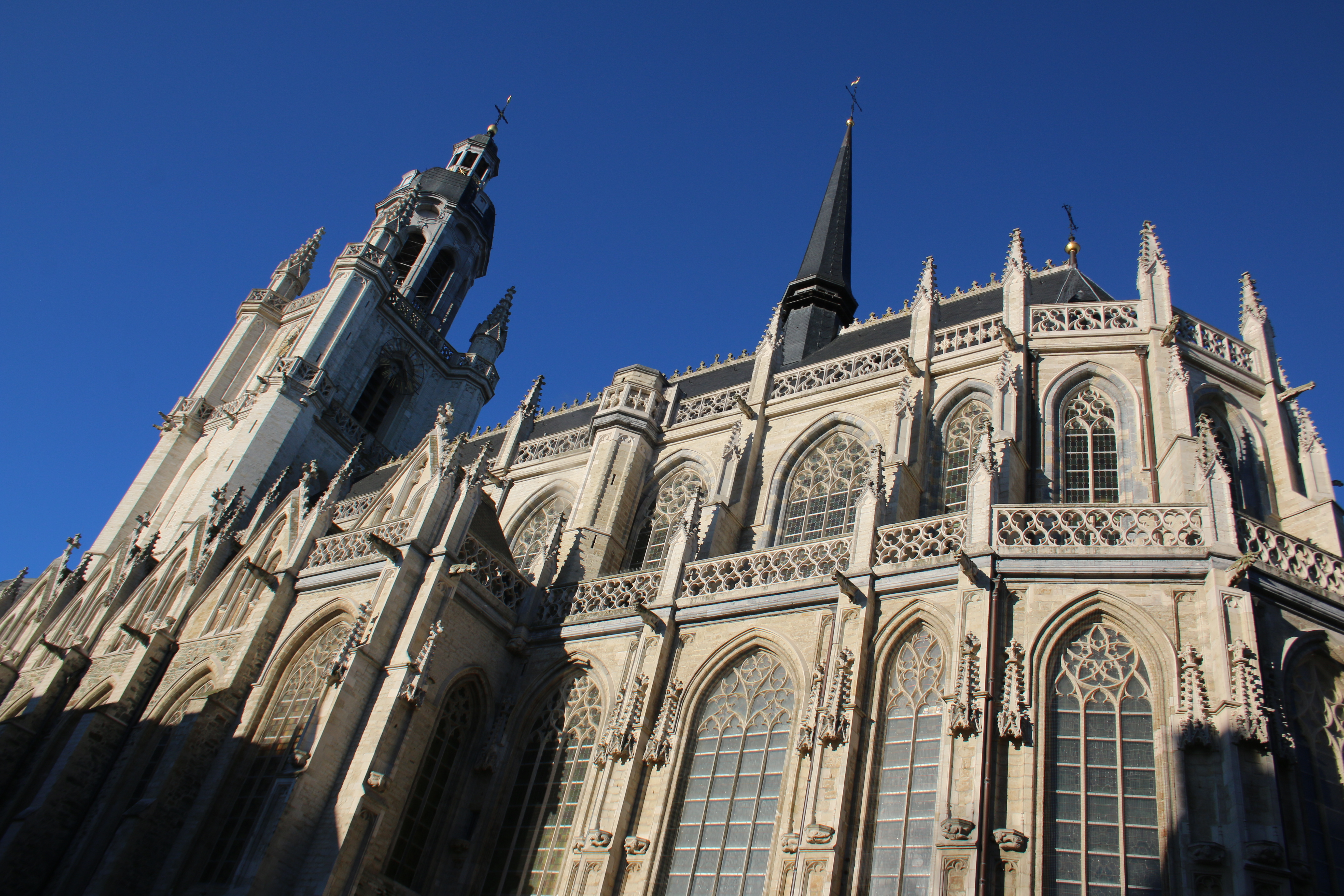
De Sint-Martinusbasiliek

De Sint-Martinusbasiliek is een gotische kerk in de Vlaams-Brabantse stad Halle, gewijd aan de heilige Martinus van Tours, waar nog tal van kunstwerken uit de periode van de bouw in situ aanwezig zijn. Het is een bedevaartsoord en werd in 1946 door paus Pius XII tot basiliek verheven. Sindsdien wordt de kerk ook wel Onze-Lieve-Vrouwebasiliek genoemd. Door het KB van 30 december 1933 werd ze een beschermd monument.
De basiliek domineert het stadsgezicht van Halle; haar toren behoort tot de dertig hoogste van het land.

## Geschiedenis

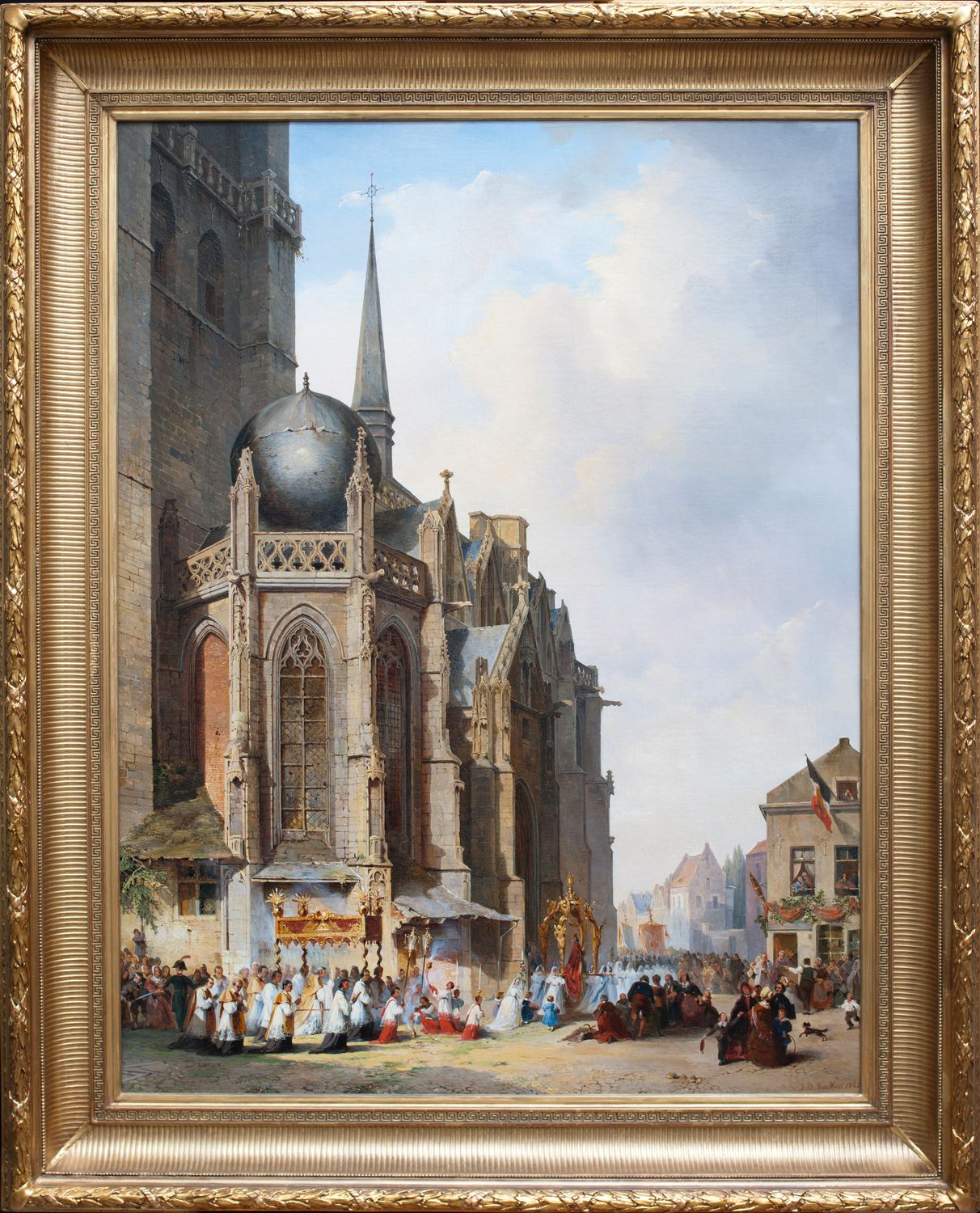
Jean-Baptiste Van Moer, Uitzicht op de basiliek van Halle (1845) (collectie Koning Boudewijnstichting) - een van de oudst bewaarde beelden van Halle.

### Algemeen
Een bul uit 1335 wordt in de crypte bewaard. Hij is verleend door een aartsbisschop en 18 bisschoppen uit Avignon. Hij verleende onder meer aflaten voor wie in Halle deelnam aan de jaarlijkse processie. Hieruit blijkt dat de processie reeds vóór 1335 bestond.
De Sint-Martinuskerk is van 1341 en 1467 gebouwd in Brabantse hooggotiek. Toen de bouw begon, stond de gotische Mariakapel uit 1335, los van de voorloper van de huidige kerk, er reeds. Doordat de kerk nooit geplunderd is, bevinden er zich nog vele kunstwerken die speciaal voor de kerk gemaakt zijn. De bekendste zijn het Mariabeeld, een Zwarte Madonna van rond 1250 en het Mone-retabel van 1533.
Na 1467 werd aan de kerk verder gewerkt; in 1664 werd de barokke sacristie en van 1772 tot 1776 de barokke bekroning van de toren gebouwd.
In 1946 kreeg de kerk de titel van basiliek.

### Patroonheiligen
De eerste patroon is de heilige Martinus van Tours, de tweede de heilige Catharina van Alexandrië en de derde de heilige Gertrudis van Nijvel.

### Voorlopers van de huidige kerk
De plaats waar Halle zou ontstaan, kent een lange geschiedenis. Gedurende eeuwen was ze de laatste doorwaadbare plaats stroomopwaarts aan de Zenne. Het is dan ook niet toevallig dat er reeds in de pre-Romeinse en later in de Romeinse en vroeg-middeleeuwse tijd een knooppunt van verschillende wegen was. Logischerwijze ontwikkelde er zich een nederzetting. Deze nederzetting die het domein van Halle werd, werd meer dan waarschijnlijk in de zevende eeuw gekerstend: er kwam een parochie met een erbij horende kerk.
Het domein was eigendom van Waltrudis uit Bergen, later Sint-Waltrudis, die het in de zevende eeuw aan de door haar gestichte en naar haar genoemde Sint-Waltrudisabdij van Bergen, waarvan ze de eerste abdis was, schonk om de abdij van inkomsten te voorzien. Meer dan waarschijnlijk werd er toen een kerk gebouwd. Sommige bronnen vermelden dat de eerste kerk in 727 gebouwd werd. Een bul uit 1335 wordt de crypte bewaard. Hij vermeldt onder meer dat er jaarlijks op de eerste zondag van september een processie uitging naar aanleiding van de wijding van de eerste kerk op 1 september. Nu nog viert men jaarlijks tijdens het eerste weekend van september "kermestale" of kermis te Halle.
In de negende eeuw werd de graaf van Henegouwen beschermer van de abdij. Dit betekent dat hij voogd en lekenabt werd (laïcisering). Dit zou een belangrijke rol bij de bouw van de kerk spelen en er uiteindelijk toe leiden dat Halle tot op het einde van het ancien régime tot het graafschap Henegouwen zou behoren.
Halle was het centrum van het dekenaat van Halle. Dat omvatte een tachtigtal parochies die nu tot de huidige provincies Vlaams- en Waals-Brabant, Henegouwen en Oost-Vlaanderen behoren. Deze megadekenij viel samen met het vroegere graafschap Halle dat voor het eerst in het Verdrag van Meerssen uit 870 vermeld werd en al vóór 1000 ophield te bestaan. Het ging op in het graafschap Leuven, het latere hertogdom Brabant, en het graafschap Henegouwen.
Het staat vast dat de kerk aan de noden (meer inwoners, hoofdplaats van een uitgebreide dekenij en van een graafschap) aangepast werd: uitbreiding of/en zelfs nieuwbouw. Over die kerken is echter niets bekend.
Heel weinig weet men over de laatste voorloper van de huidige kerk. Het zou een Romaans gebouw geweest zijn. Slechts één enkel element is overgebleven. Toen men in 1341 met de bouw van de huidige kerk begon, werd besloten om de toren van de laatste voorloper als kern van en als sokkel of 'fundering' voor de huidige toren te gebruiken en de nieuwe kerk erop te laten aansluiten.

### Broederschap van de Onze Lieve Vrouw van Halle
In 1344 werd de "Broederschap van de Onze Lieve Vrouw van Halle" opgericht. Deze broederschap bestaat nog steeds en is aldus een van de oudste van het land.
Later werden andere broederschappen opgericht, eerst in Henegouwen waarvan Halle deel uitmaakte en later elders. Ze worden "Tweede Broederschappen" genoemd. Ze hadden het recht om tijdens de processies het Mariabeeld te dragen. Voorrang, duur en traject van het dragen van het beeld werden door anciënniteit bepaald en gaven al eens aanleiding tot discussies.
De "Tweede Broederschappen" waren/zijn talrijk (tussen haakjes het jaar van ontstaan): Aat (meer dan waarschijnlijk in 1325), Tongeren (vóór 1356), Doornik (1420), Brussel, Valenciennes (1421), Condé (1430), Namen, Lembeek, Quiévrain, Crespin, 's-Gravenbrakel, Gussignies, Sint-Renelde, Luik (1643), Hoei (1646), Dinant (1654), Gent (1657), Oudenaarde-Sint-Walburga (1657), Bellingen, Pepingen, Beert, Herfelingen, Heikruis, Bogaarden, Kester, Oetingen, Leerbeek (1659), Nijvel (1661), Rijsel, Mouveaux, Bergen (1677), Sint-Niklaas (1699), Wakken, Hooglede, Lokeren, Zottegem, Dentergem, Verrebroek, Antwerpen, Brussel, Tielt, Kortrijk, Harelbeke, Brugge, Haringen, Aalst, Lembeek, Ballieul, Oudenaarde-Pamel en Oostrozebeke (1892).

### Inwijding

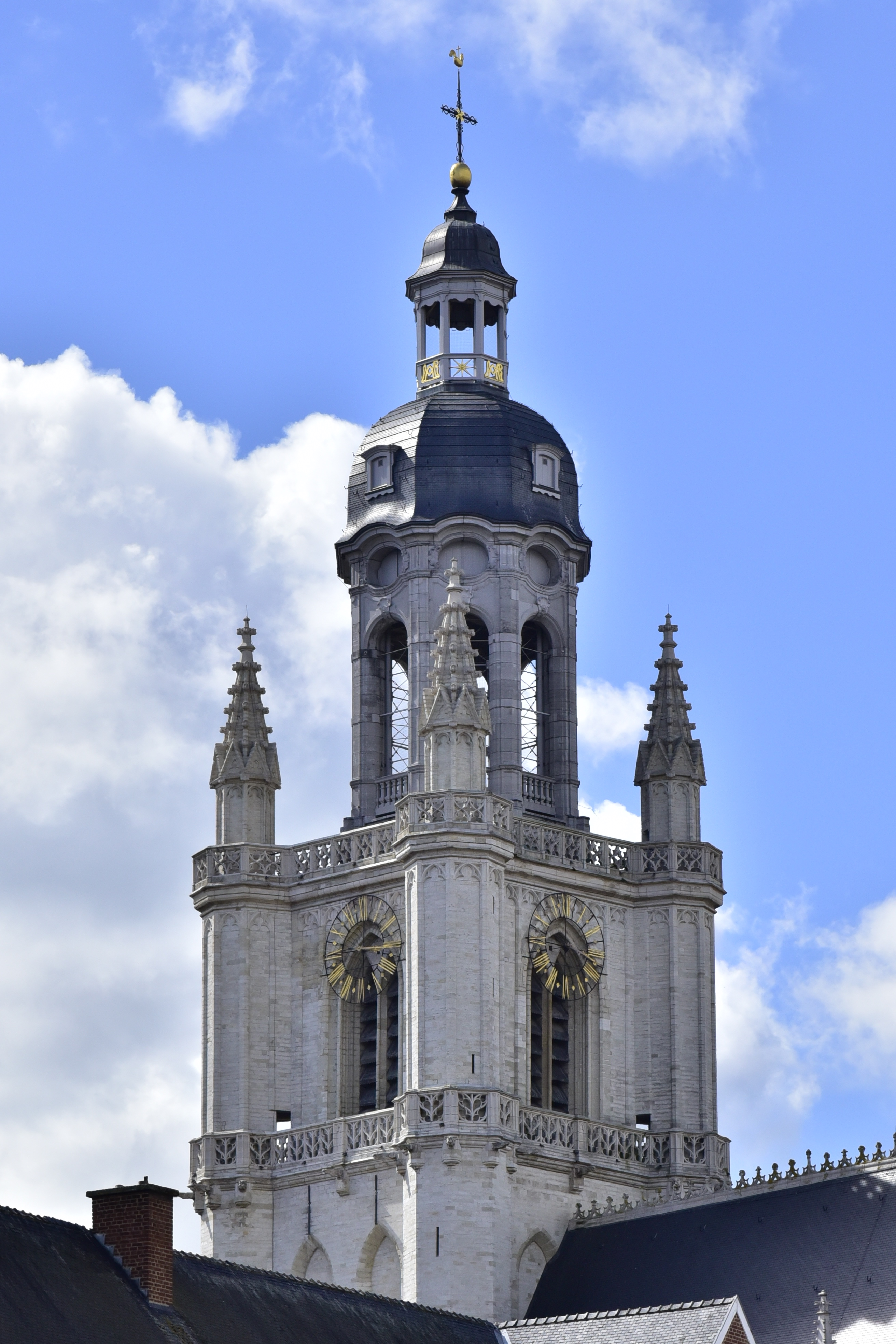
De toren.

Op 24 februari 1409 werd de kerk door Peter V van Ailly, bisschop van Kamerijk, ingewijd.

### Bedevaartsoord
Zeker sinds de twaalfde eeuw, dus al vóór de aankomst van het 'miraculeuze' beeld, wordt Maria in Halle vereerd. Daardoor is de kerk een belangrijk bedevaartsoord geworden. In april en mei en met Pinksteren wanneer om de 2 jaar (op voorwaarde dat het goed weer is) een Mariaprocessie uitgaat, komen duizenden bedevaarders naar Halle.

### Verheffing tot basiliek
De verheffing tot basiliek of basilica minor was een werk van lange adem:
- 4 november 1945: indiening van de aanvraag bij de kardinaal te Mechelen;
- 24 februari 1946: aanvraag met de pauselijke nuntius naar Rome;
- 15 augustus 1946: ondertekening van de toekenningsbul;
- 5 maart 1947: Halle door Mechelen officieel op de hoogte gebracht;
- 2 juni 1948: toekenningsbul gepubliceerd in de Acta Apostolicae Sedis.

De erkenning zorgde voor vreugde bij de parochianen en deken Jean-Marie De Clercq die in het Parochieblad van Halle van 9 maart 1947 schreef: “Hoe groots en wijdingvol zal dit klinken: de basiliek van O.-L.-Vrouw-van-Halle”. Hij leek vergeten te zijn dat de kerk aan de heilige Martinus toegewijd was.
Een basilica minor kan men aan twee zaken onderscheiden:
- een conopeum of umbrella: een soort half-gesloten parasol bestaande uit stroken zijde die afwisselend geel en rood, een verwijzing naar de pauselijke kleuren goud en zilver, zijn en bekroond zijn met een bol met kruis;
- een tintinnabulum: een klokje in edelmetaal.

Ze staan aan weerszijden van het hoofdaltaar en worden in processies meegedragen.

## Galerij

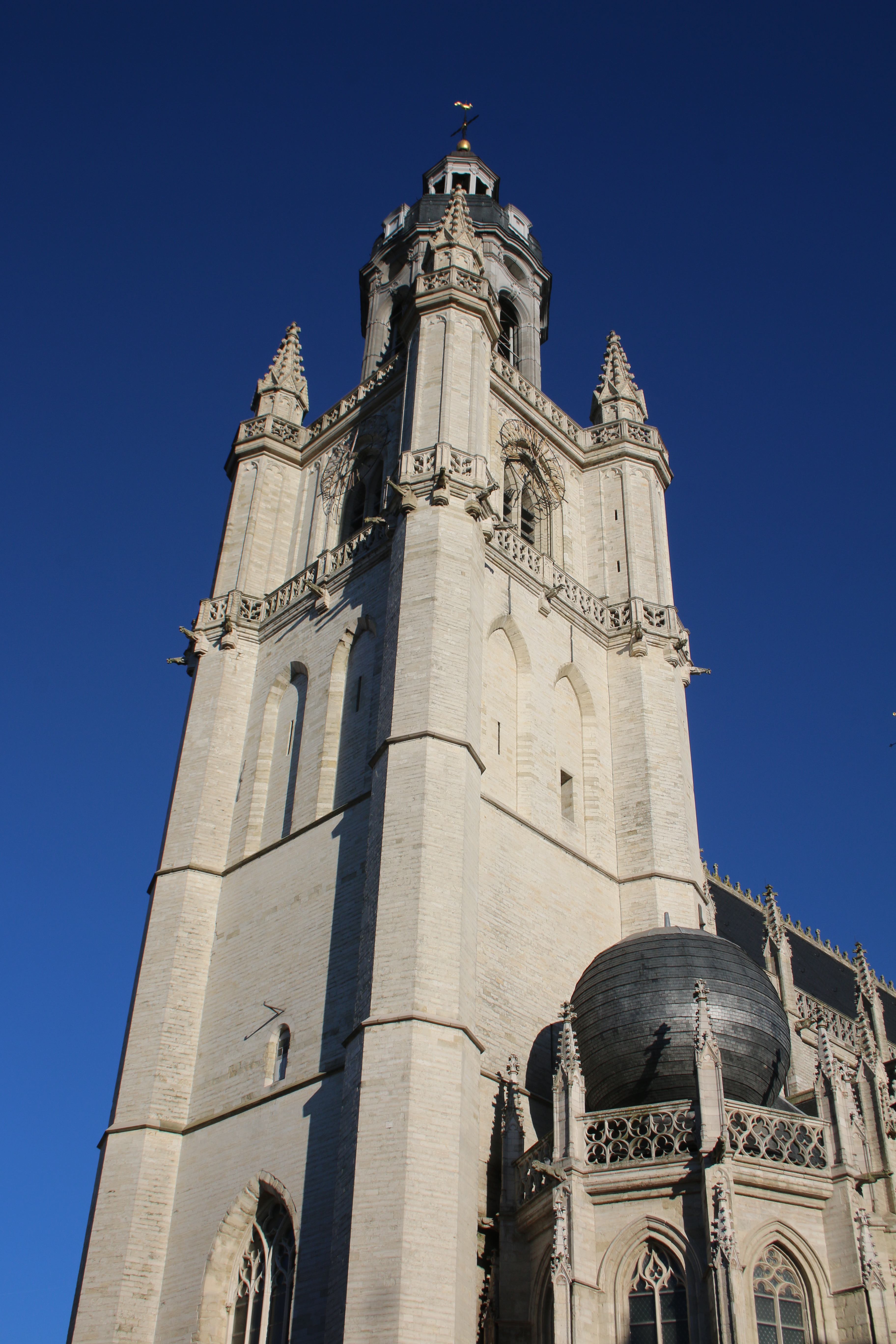
De toren met de bol boven de doopkapel
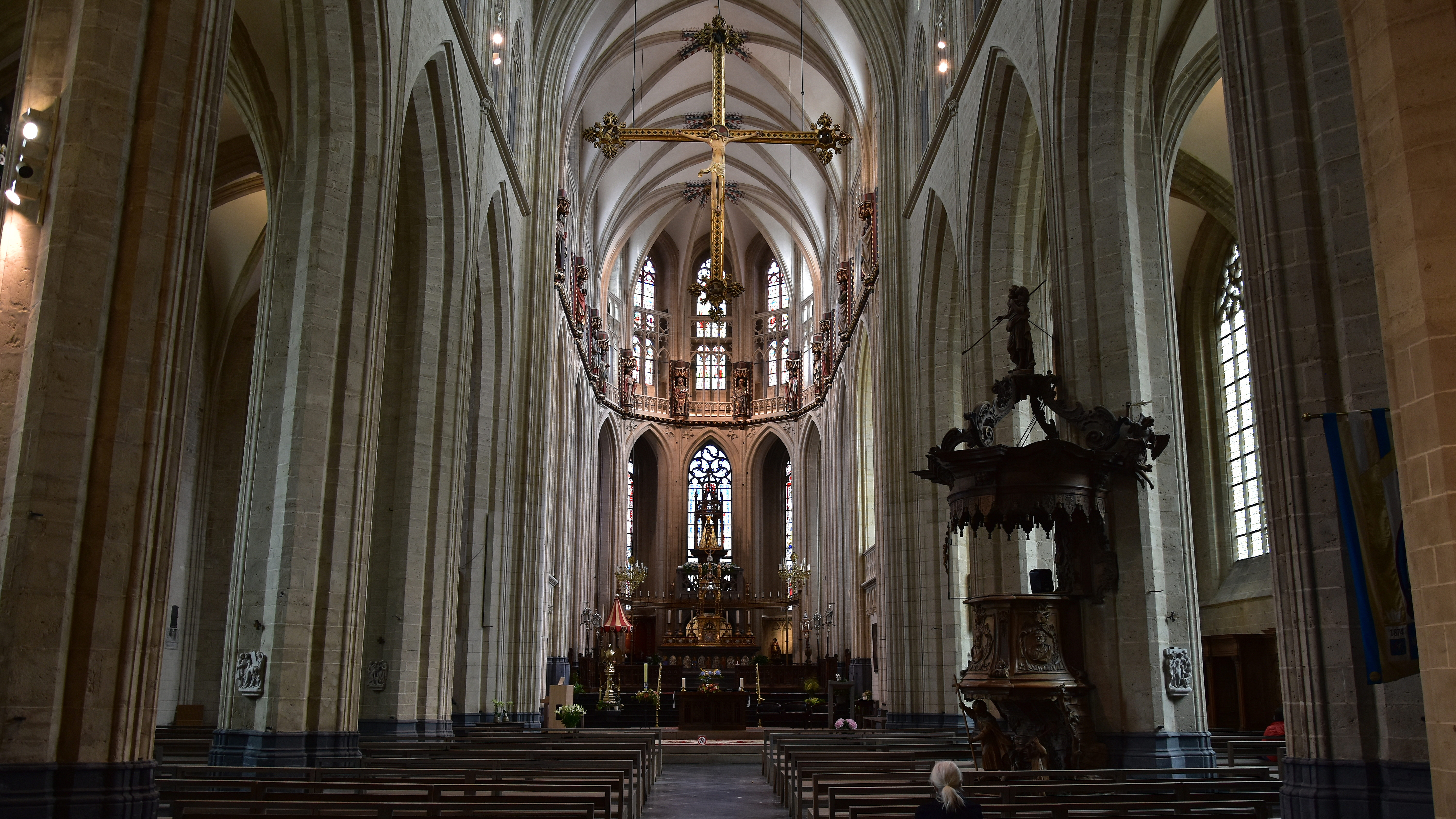
Het kerkschip
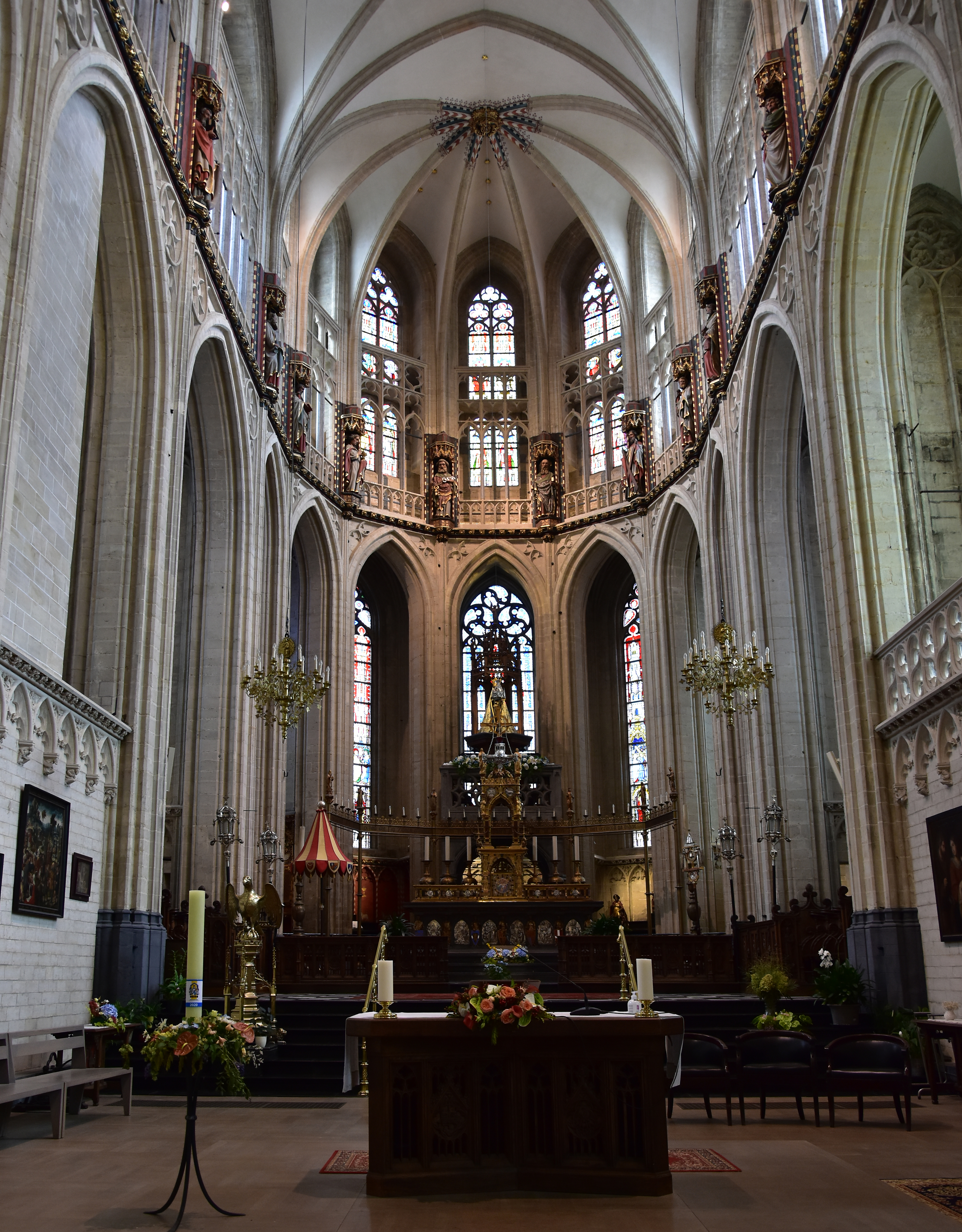
Het priesterkoor
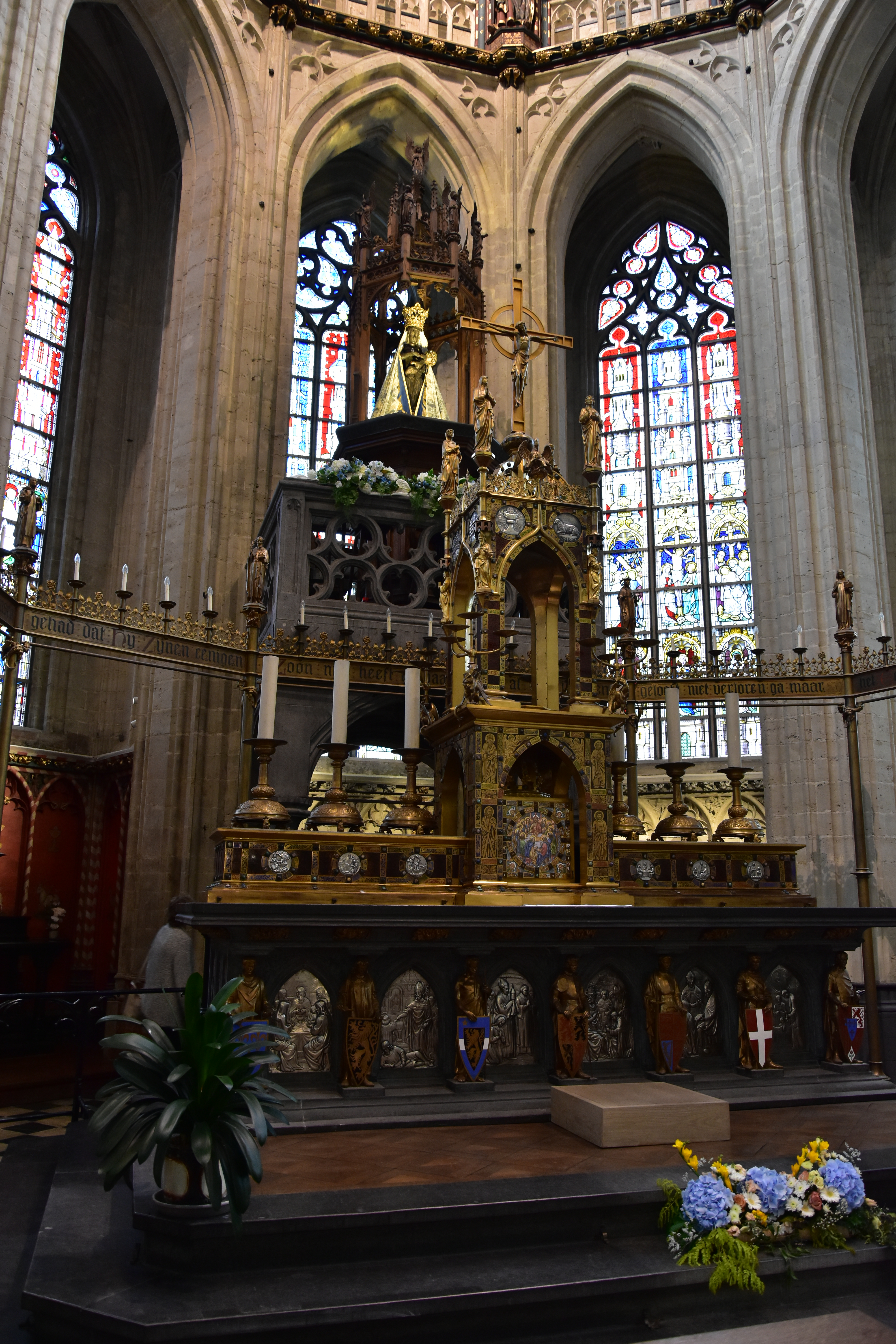
Hoofdaltaar met de Zwarte Madonna
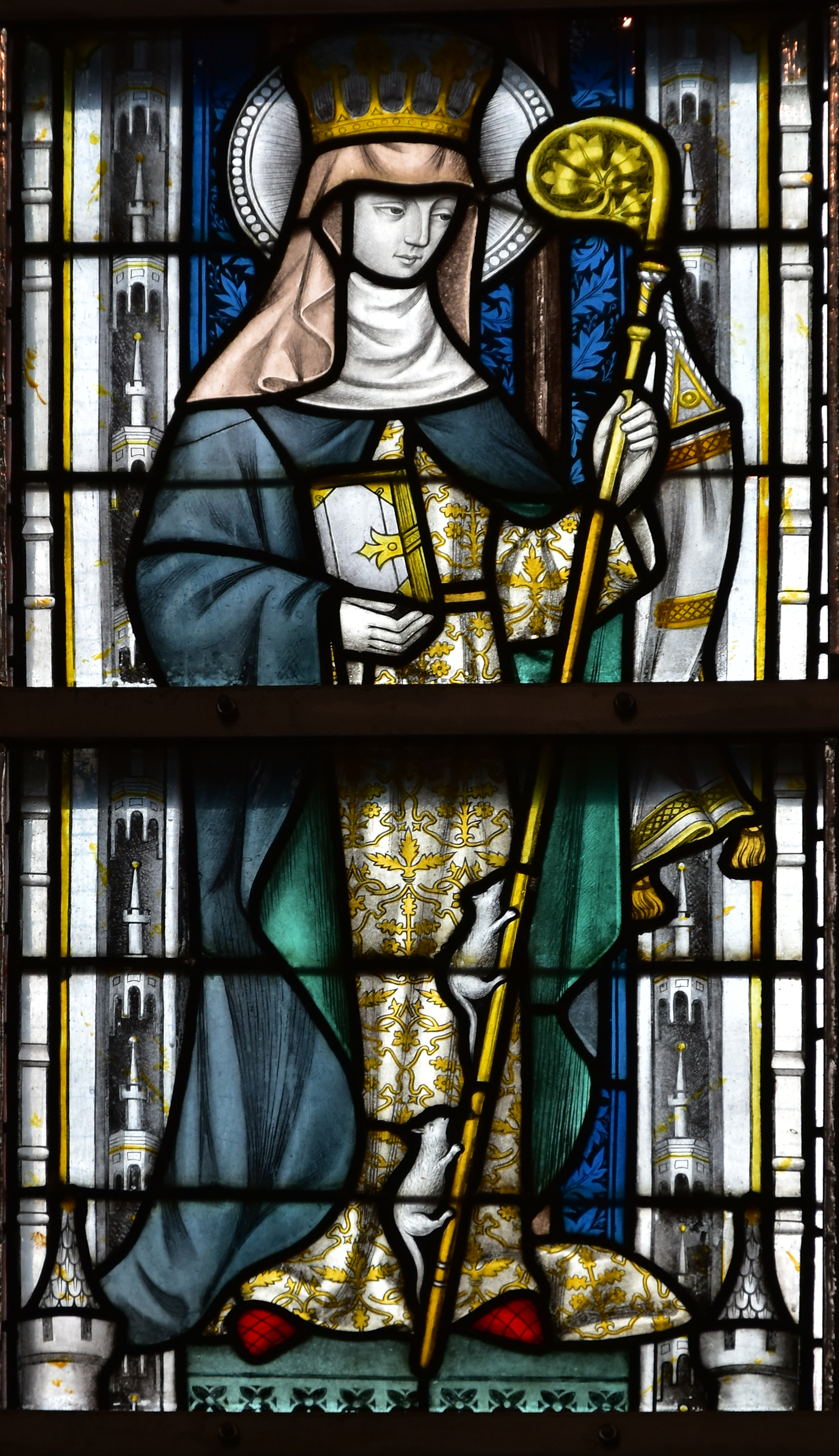
Gertrudis van Nijvel in de Sint-Martinusbasiliek
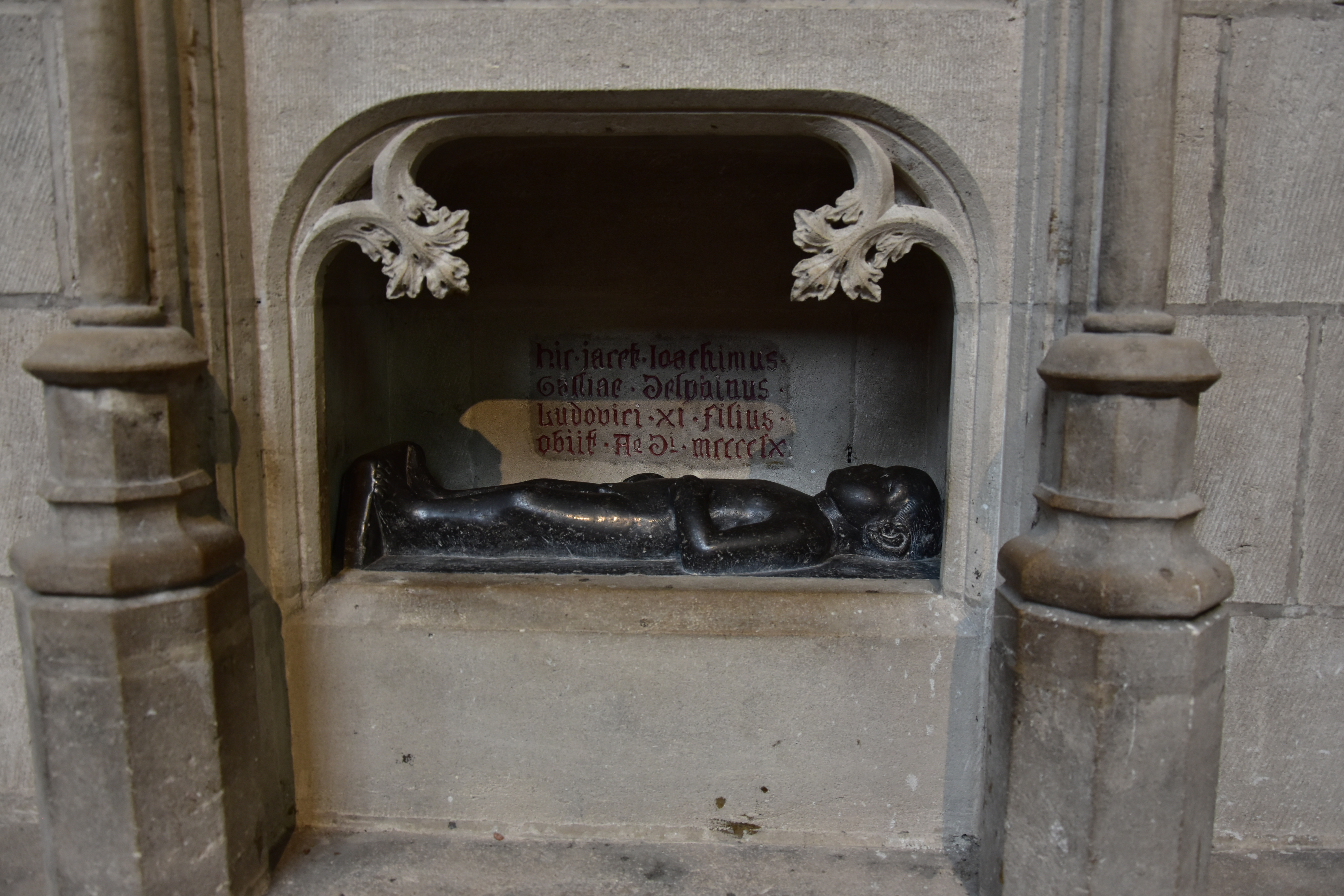
Joachim, zoon van koning Lodewijk XI van Frankrijk

## Bouwchronologie

### Gotiek
- 1335: Mariakapel;
- 1341-(ten laatste) 1380: schip, oorspronkelijk concept of pseudobasilicaal opzet;
- 1341-vóór 1400: toren, eerste en tweede verdieping.

1480-1490. Rond het midden van de veertiende eeuw was het gedaan met het geslacht van de Henegouwse graven van het huis Avesnes. Het werd opgevolgd door de graven van Henegouwen van het huis van Beieren. Met Albrecht van Beieren die regeerde van 1358 tot 1404, kwam er een periode van bloei voor Henegouwen. De stad Halle en vooral haar kerk haalden er hun voordelen uit. Voor de kerk bleek dit uit een verandering van het bouwconcept: het pseudobasilicale concept van het schip werd verlaten voor een basilicaal en er kwam een crypte met daarbovenop een imposant koor.
- 1380-1400: schip, verhoging;
- 1385: Driekoningenportaal;
- 1398-1410: koor;
- 1400-1410: schermmuur tussen toren en schip;
- 1400-1410: noordportaal;
- 1440: doopkapel;
- 1440: bol van de doopkapel;
- 1467: Trazegnieskapel;
- 1450-1470: toren, verhoging met derde en vierde verdieping;
- 1450-1470: toren, eerste torenbekroning;
- 1600: toren, tweede torenbekroning.

### Barok
- 1664: sacristie;
- 1772-1776: toren, derde torenbekroning.

### Bouwmeesters
Er bestaat geen zekerheid over de identiteit van de bouwmeesters of architecten. Geregeld worden de namen van Jan van Osy (gestorven in 1377), die bouwmeester van de graaf van Henegouwen was, en zijn leerling Jacob van Gobbertingen, ook Jacob van Tienen (meer dan waarschijnlijk gestorven in 1410) genoemd.

## Kerkinterieur

### Toren
De toren is 71 meter hoog, telt vier verdiepingen en heeft vier achthoekige hoektorens.
In de westelijke torenwand werd net na het begin van de bouwwerken in 1341 een grote spitsboogvormige toegang tot het schip gemaakt. Om het schip op de toren te doen aansluiten moest men aan de stevigheid van de zuidoostelijke hoektoren raken. Deze zaken brachten de stabiliteit van de toren in gevaar. Om dat te verhelpen werd de hoektoren volgestouwd en werd later een schermmuur tussen toren en schip aangebracht. Een nieuwe toegang tot de toren werd in het midden van de noordwand aangebracht. Dit gebeurde na het begin van de bouwwerken en vóór de verhoging van de toren waarvoor de werken in 1450 startten.
In de oostelijke toren is boven het renaissancistische tochtportaal een glasraam van Joseph Casier (1852-1925) in een gotisch venster (geen rosette zoals in de Franse gotiek). Fragmenten uit het leven van de heilige Martinus zijn afgebeeld: bisschopswijding, de heilige en de bedelaar, de heilige en een catechumeen en de heilige die onderricht geeft.
De eerste en tweede verdieping dateren van vóór 1400. Op de eerste verdieping is een klokkenmuseum, op de tweede is de uurwerkkamer met allerlei mechanismen. Gustaaf Desmet, koster tijdens de Tweede Wereldoorlog, zorgde ervoor dat de Duitse bezetter de klokken niet voor hersmelting weghaalde. Hij beweerde ten onrechte dat kardinaal Jozef Van Roey een uitzonderingsclausule van de bezetter had afgedwongen: historische klokken en klokken die deel uitmaakten van een historische beiaard, moesten gespaard blijven.
De derde en vierde verdieping zijn van 1470. Op de derde verdieping is de beiaard, op de vierde het torenwachtersverblijf. Sinds december 2006 heeft de toren weer een officiële stadstorenwachter, de enige in Vlaanderen.
Tegen de zuidelijke muur hangen zes mirakelschilderijen uit de zeventiende eeuw waarvan er één gerestaureerd is. Op de grens tussen toren en schip is er een achtste (gerestaureerd) mirakelschilderij in een glazen kast met informatie over de restauratie. Deze schilderijen beelden mirakels opgetekend in het "Guldenboek van de Broederschap van de O.-L.-Vrouw van Halle" dat in de crypte bewaard wordt, uit.

### Mariakapel
In de Mariakapel, één travee met vijfzijdig koor, aan de noordkant van de kerk, tussen noordelijke zijbeuk en koor, werd eeuwenlang het Mariabeeld dat zich sinds 1866 in het hoogkoor bevindt, aanbeden.
In een nis in de zuidelijke muur bevindt zich een liggend grafbeeld in zwart marmer. Een tekst erboven vermeldt: "hic jacet Ioachimus Galliae delphinus Lucovici xi filius obiit A° Di m.cccclx". Het is het graf van Joachim, zoon van de toekomstige Lodewijk XI van Frankrijk, die in 1459 en niet in 1460 zoals boven het graf vermeld, stierf. Lodewijk XI verbleef toen in Genappe omdat hij ruzie had met zijn vader Karel VII van Frankrijk. Hij was er de gast van Filips de Goede en diens zoon Karel de Stoute.
Als koning zou hij dé vijand van Karel de Stoute en van diens dochter Maria van Bourgondië worden. Toen Lodewijk XI Karel de Stoute in 1468 vergezelde om de opstand van de Luikenaars neer te slaan, is hij aan het graf van zijn overleden zoon komen bidden.
In de crypte bevindt zich een monstrans die hijzelf en zijn echtgenote Charlotte van Savoie aan de kerk geschonken hebben.
Op de zwikken in de blinde bogen zijn personages afgebeeld. Maria overheerst.
Twee glasramen van Joseph Casier (1852-1925) beelden de geschiedenis van het Mariabeeld van Halle uit. Op het eerste glasraam zijn Maria die Jezus zoogt, ridders, het schild van de Habsburgers, hertog Jan I van Brabant, Justus Lipsius, het Mariabeeld in processie rondgedragen en omringd door bedevaarders, en de aartshertogen Albrecht van Oostenrijk en Isabella van Spanje afgebeeld; op het tweede gravin Machteld van Brabant, haar dochter Aleidis, Halse stadsmagistraten die het beeld ontvangen en de aanval uit 1580 op Halle door Olivier van den Tympel.

### Schip
Het schip, dat vier traveeën telt, bestaat uit een middenbeuk en twee zijbeuken. De noordelijke zijbeuk is breder dan de zuidelijke, meer dan waarschijnlijk om het schip op de reeds bestaande Mariakapel te laten aansluiten.
De middenbeuk is hoger dan de zijbeuken. De opstand is drieledig: spitsvormige scheibogen, eenvoudig triforium en lichtbeuk. Het schip is dus basilicaal van opbouw met een hogere middenbeuk waardoor licht naar binnen valt.
Oorspronkelijk was het de bedoeling om een pseudobasilicale kerk te bouwen met een middenbeuk die nauwelijks hoger was dan de zijbeuken en licht dat door de ramen van de zijbeuken naar binnen viel. Van deze verandering in het bouwconcept, te situeren rond 1380, zijn geen rechtstreekse sporen waar te nemen omdat de middenbeuk nog niet overwelfd was. Toch wijzen de brede openingen van de scheibogen nodig om het licht vanuit de zijbeuken optimaal in de middenbeuk te krijgen, en de discrepantie tussen de hoogte van de scheibogen en de hoogte van het hoogste punt van de scheibogen én het hoogste punt van de lichtbeuk met een erg lage lichtbeuk van de middenbeuk tot gevolg erop. Hét argument zijn de toegemetselde galmgaten van de tweede verdieping van de toren die zich grotendeels onder het dak van de middenbeuk bevinden. De klokkenkamer oorspronkelijk voorzien voor die verdieping, werd naar de derde verdieping overgebracht.
Op de grens tussen schip en koor hangt een triomfkruis uit de eerste helft van de vijftiende eeuw. De Christusfiguur is 2,20 meter hoog, 2,14 meter breed en 0,37 meter diep.
Op de uiteinden van het kruis zijn vier uitgewerkte medaillons. De voorzijde toont de symbolen van de evangelisten of de tetramorf: links de engel voor Mattheüs, onder de stier voor Lucas, rechts de leeuw voor Marcus en boven de adelaar voor Johannes. De achterzijde toont de westerse kerkvaders: links Augustinus, onder Ambrosius, rechts Hiëronymus en boven Gregorius de Grote.
Het glasraam van Jezus in de tempel in de noordelijke zijbeuk net vóór de Trazegnieskapel is van Gustave Louis Ladon (1863-1942). Volgende zaken zijn afgebeeld: Jezus in de tempel, voorspelling van de profeet Heli, de jonge Samuël en de heilige Anna.
In de noordelijke zijbeuk, op de grens tussen Trazegnies- en Mariakapel, herinnert een albasten buste uit het begin van de zeventiende eeuw aan Justus Lipsius, de eerste geschiedschrijver van Halle en haar kerk. De tekst vermeldt: "JUSTI-LIPSII" en "Pietati Perennis pennae dedicatione coelo inscriptae sapientiae, ab eruditionis gloriam saeculis testatissimae, Joannes Van den Wouwer Eques Dns Quenastae Regi Catholico belli, et supremi aerarii Belgici a consiliis." Schenker van het beeld is Jan van den Wouwer, heer van Quenast, die minister van oorlog was. In het opschrift wordt ook gezegd dat Lipsius zijn pen aan de Halse Maria geschonken heeft. Hiermee wordt verwezen naar het erboven vermelde gedicht waarmee Lipsius zijn zilveren pen waarmee hij in 1602 "Diva Virgo Hallensis" geschreven heeft, offerde.
De veertien staties van de kruisweg, in 1950 door deken Jean-Marie De Clercq ingewijd, zijn het werk van Oscar Sinia.

### Crypte
In de crypte die sinds 1959 als museum ingericht is, is een deel van kerkschat tentoongesteld:
- de stronk van een boom werd in 1913 bij een opruimactie gevonden. Hij bevindt zich in een ruimte van 70 centimeter in het vierkant die in de vloer werd uitgespaard. Het lijkt de bedoeling geweest te zijn om hem te bewaren. Deze plek was ooit een sacrale Keltische plek en op zulke plaatsen stond een heilige boom. Zou deze stronk daarnaar kunnen verwijzen? Bij de kerstening van deze streek werden zulke heilige plaatsen eigenlijk ontdaan van hun natuursymbolen die verwezen naar het animistische geloof. De heilige bomen (meestal eik of linde) werden gekapt en er verscheen dan een kapel of bedehuis. De ouderdom van de boom heeft men niet kunnen vaststellen omdat het verschil tussen de C14-dateringen te zeer uiteenlopen(meer dan 6.000 jaar verschil). Het blijft dan ook gissen naar ouderdom en betekenis ervan. Werd hij geplant naast het eerste kerkje en was er een beeld, misschien wel een Mariabeeld, aan de stam bevestigd? Is hij voorchristelijk van oorsprong en symbool van aarde en/of leven? Is hij voorchristelijk van oorsprong en is hij 'gekerstend' door een beeld of een ander symbool aan de stam te bevestigen? Is hij een 'nakomeling' van een boom, verkregen door het planten van loten?;
- de bul van 4 mei 1335 van één aartsbisschop en zeventien bisschoppen, verzameld in Avignon, toen verblijfplaats van de paus. Veertig dagen aflaat werd verleend voor wie onder meer in Halle deelnam aan de processie op de zondag van de geboorte van Maria;
- het "Guldenboek van de Broederschap van de O.-L-.Vrouw van Halle" uit 1344. Aan de basis van dit broederschap ligt een politiek bondgenootschap van Engeland en het Heilig Roomse Rijk tegen Frankrijk (Honderdjarige Oorlog) uit 1337. Dit blijkt onrechtstreeks uit de aanhef van het Guldenboek waar vermeld staat: "Dit syn die broeders ende zusters onder vrouwen van Halle met name min heere de keiser", bedoeld wordt keizer Lodewijk de Beier, "sine vrouwe ende sine kindere. Mijn here de coninck van inghelant", bedoeld wordt Eduard III van Engeland, "sine vrouwe ende sine kindere. Mijn her Willem de oude grave van Hengouwe ende sine vrouwe. Mijn her Willem grave van Henegoue van Hollant ende van Zeelant ende heere der Vriesen ende sine vrouwe ende sine kindere." In 1834 kon deken Caspar De Weuwé het op een boekenmarkt te Mechelen kopen;
- de bullen van Avignon uit 1335 en van paus Martinus V uit 1420. Pater Gardiaan Jozef van de Minderbroederskerk te Halle die ze van een onbekende gekregen had, gaf ze in 1906 aan deken Andreas Michiels;
- de monstrans van Lodewijk XI en Charlotte van Savoie uit 1460. Op de sokkel waarop Lodewijk XI's wapenschild afgebeeld is, knielen de schenkers met gevouwen handen. Op de banderol die Lodewijk XI vasthoudt, staat: "Aan U onze lofzang, aan U de glorie, aan U onze dank." (Nederlandse vertaling). Op Charlotte van Savoie's banderol staat: "Door de zonde waren wij slaven, maar Uw Kruis heeft ons bevrijd." (Nederlandse vertaling). Tussen de schenkers in een cirkel wordt de wereld afgebeeld: drie banderollen vermelden de namen van de toen bekende werelddelen, Europa, Azië en Afrika. Op de cirkel staat een kruis met aan de voet ervan Maria en Johannes, beide aanwezig bij Christus' kruisdood. Centraal in het kruis is als kruisvlak van de armen een zon, bewaarplaats van de hostie. Ze heeft tussen de armen vier keer drie stralen die de apostelen voorstellen. De armen van het kruis eindigen in medaillons met de symbolen van de vier evangelisten of de tetramorf: de engel voor Mattheüs, de stier voor Lucas, de leeuw voor Marcus en de adelaar voor Johannes. De medaillons lopen uit op lelies;
- de monstrans van Hendrik VIII van rond 1530;
- kostbare kronen uit de vijftiende en zestiende eeuw, ceremoniestaven uit de zestiende eeuw, prachtige mantels, de Heilige Kruisreliekhouder van rond 1460 en een kelk van de keurvorst van Mainz van 1624;
- een zilveren kelk van 29 centimeter hoog met op de rand van de voet de vermelding: "Deiparae Hallensi anno Jubilaei MBCCCLXVI Papa Pius IX". De kelk werd dus in 1866 door paus Pius IX geschonken. In 1866 herdacht men één jaar te vroeg de schenking van het Mariabeeld. De kelk wordt door engelen ondersteund en heeft medaillons met taferelen van het laatste avondmaal, het lijden van Christus en de verrezen Christus. De knoop toont het wapenschild van de paus en de hoofden van de heiligen Petrus en Paulus. Op de voet zijn de goddelijke deugden en het misoffer (druiventros en tarwearen) afgebeeld.

### Hoogkoor
In het midden troont een kopie van het beeld van de Zwarte Maria. Het origineel dat eeuwenlang in de Mariakapel stond, wordt elders bewaard.
De opstand van het koor is complex: spitsvormige bogen, een eerste triforium en glasramen waarvoor het tweede triforium ligt. Het dubbele triforium wordt in het geheel van de vroegere Nederlanden niet benaderd. Boven het eerste triforium werd een tweede, typische Brabantse, tralievormige triforium dat naar boven open bleef, geplaatst zodat de vensters tot beneden doorgetrokken konden worden. Het kwam vóór de grasramen die daarom aan de buitenzijde van de muur geplaatst werden. Dit is zeer uitzonderlijk.
Tot 1910 stond het renaissancistische Moneretabel dat nu in de Trazegnieskapel staat, in het koor. Het heeft in 1910 plaats moeten ruimen voor een neogotisch retabel met volgende opbouw: altaar met taferelen gescheiden door wapenschilden; tabernakel met links en rechts daarvan kandelaarsbanken met taferelen uit het oude en nieuwe testament; troonhemel met religieuze symbolen en kerkvaders; een kruisbeeld. Rond het retabel hangt een courtine of gordijnwand. De talrijke teksten zijn in het Nederlands en verraden de invloed van toenmalig deken Andreas Michiels die gebruik van het Nederlands voorstond. Vermeldenswaard zijn onder meer de drager van het wapenschild van Congo, een zwarte, en de wapenschilden van de twee gebieden waartoe Halle behoord heeft: Henegouwen, symbool voor de Waal, en Brabant, symbool voor de Vlaming. Het wapenschild van Brabant staat centraal.
Rond het altaar zijn negen kapellen die tussen de steunberen die aan de buitenkant van de kerk nauwelijks zichtbaar zijn, liggen. Later heeft men een kooromgang gecreëerd door in de steunberen doorgangen te maken.
Op de zwikken in de blinde bogen zijn personages, taferelen en gedrochten afgebeeld. Vooral die in de vierde kapel, de vijfde of askapel en de zesde kapel vallen op.
- De vierde kapel toont hooggeplaatsten uit de toenmalige maatschappij: een keizer, een koning, een graaf, een ridder en een paus. Het zou kunnen gaan om personen die de "Broederschap van de O.-L.-Vrouw van Halle" hebben opgericht: keizer Lodewijk de Beier, koning Eduard II van Engeland, graaf Willem II van Henegouwen, een niet te definiëren ridder en de paus als goedkeuring van vermelde broederschap.
- De askapel toont scènes uit het leven van Martinus.
- In de zesde kapel wordt een Middeleeuws mysteriespel weergegeven: de ontmoeting van de drie doden en de drie levenden. De vergankelijkheid van het aardse leven en de wereldse eer staan centraal: de doden zijn in verschillende staten van ontbinding (geraamte, geraamte met vlees en pas overledene die uit zijn kist tevoorschijn komt) weergegeven terwijl de levenden die koningen zijn, huiveren bij het zien van het schouwspel en hun paarden nauwelijks in bedwang kunnen houden.

In de steunbeer tussen de derde en de vierde kapel is een tabernakel of sacramentshuis dat slechts langs de kant van de derde kapel kan geopend worden, ingewerkt. Het kan beschouwd worden als een voorloper van de Brabantse retabels uit houtsnijwerk. Het wordt toegeschreven aan de meester van Hakendover. Vier taferelen uit het leven van Christus worden onder vier deurtjes in ajour of uitgewerkt koper afgebeeld: voetwassing, laatste avondmaal, intrede in Jeruzalem en hof van olijven. Het opschrift op het derde deurtje is belangrijk. Het vermeldt: "Henderic van Lattem [kruis] ende Meyre [kruis] en Claes de Clercq gedaen yn yar ons Heren M.CCCC en IX." Het tabernakel werd dus gemaakt in 1409 in opdracht van Hendrik van Lattem of Latem en de meier van Halle die al overleden waren, en Klaas de Clercq.
In de achtste kapel, tegen de buitenmuur en de scheidingsmuur met de zevende kapel, bevindt zich een lavabo. Meer dan waarschijnlijk was in vermelde kapel de eerste sacristie.
In de vijfde of askapel zijn nog sporen van vijftiende-eeuwse muurschilderingen. In de zesde blindnis zijn de heilige Catharina van Alexandrië en het rad waarmee ze gefolterd werd, afgebeeld; in de zevende blindnis de marteling van de heilige Jan in een ketel met kokende olie. In de consoles en de boog van de askapel zijn steenhouwerstekens te zien.
Boven in het koor staan gepolychromeerde apostelbeelden uit het begin van de vijftiende eeuw, vóór 1409. Ze zijn geïnspireerd door het werk van Claus Sluter en bestaan uit twee stukken steen, met uitzondering van Petrus die uit één blok gehouwen is. Ze zijn in ondiepe nissen geplaatst. Ze worden geflankeerd door halfzuilen en zijn overkraagd met een vierhoekig baldakijn. Ze staan op een lage sokkel. Ze zijn herkenbaar aan hun typische attributen.
De beelden van Petrus en Paulus die zich het meest naar het oosten bevinden, en Johannes, naast Petrus, vallen om verschillende redenen op. Ze zijn kleiner (Petrus: 154 × 62 centimeter; Paulus: 155 × 60 centimeter; Johannes: 154 × 62 centimeter) dan de andere (tussen 172 en 176 × tussen 58 en 63 centimeter) en staan op een bijkomende sokkel of voetstuk. Ze zijn gedrongener dan de andere. Ze vertonen een verhouding tussen hoofd en lichaam van één vijfde waar dat voor de andere één zesde is. De verhouding van één vijfde is niet realistisch. Door het feit echter dat de drie beelden op een hoogte staan, komen hun lichaamsverhoudingen vanop de grond realistisch over.
Dat de kerk een basiliek is, blijkt uit het conopeum of umbrella links en het tintinnabulum rechts van het altaar. Het conopeuem werd gemaakt door vrouwen uit de parochie. Op de afhangende delen zijn de wapenschilden van de kerk, Halle, België, de bisschop Jozef Van Roey en de paus aangebracht. Het tintinnabulum is van massief zilver en verguld koper. Het toont van onder naar boven: de heilige Martinus als ridder in een cirkel, het belletje en Maria met kanonballen, geflankeerd door 2 engelen. De achterzijde van de cirkel met Martinus vermeldt: "Divae Virgini stoq' Martino antquid' dd. ecclia cum PII XII PP. munere basilicae in perpetuum titulo enitaet me C. Colruyt Halle. fecit ac past° dec° J. De Clercq ea XXVIII a VIIbris MCMXLVII benedixit Hallis Card. J. E. Van Roey Mechlin." Hieruit blijkt onder meer dat het gemaakt is door Camille Colruyt en door de bisschop op 28 september 1947 gewijd is.

### Doopkapel en bol van de doopkapel

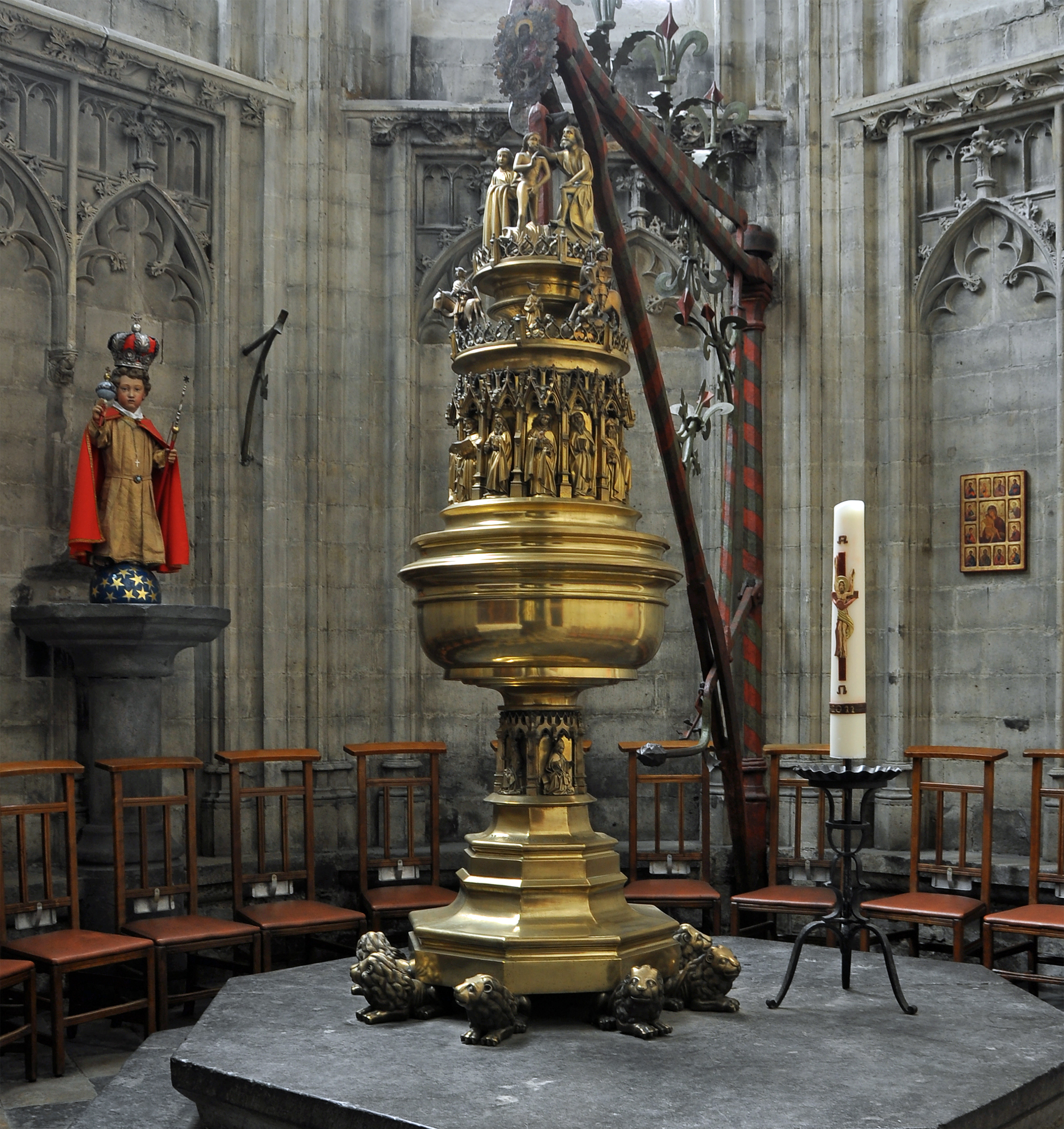
Doopkapel met doopvont

De doopkapel dateert uit 1440. Ze is achthoekig. Zeven zijden hebben een stenen zitbank. In de achtste zijde is de toegangsdeur.
In de doopkapel is een geelkoperen doopvont van 2,46 meter hoogte. Het opschrift op de sokkel, "“ces fonts fits Willaume le fevre fondeur a tournay lan mil cccc.xlvj”, vermeldt dat Guillaume le Fèvre uit Doornik ze in 1446 gemaakt heeft.
De verticale opbouw omvat twee niveaus. Het laagste niveau omvat sokkel en doopvont-op-zich. De sokkel steunt op acht liggende leeuwen. Daarboven prijken de vier grote kerkvaders van het Westen: Ambrosius, Augustinus, Gregorius de Grote en Hiëronymus. Het hoogste niveau omvat het deksel: twaalf apostellen; daarboven patroonheilige Sint-Martinus met twee andere ruiters, Sint-Hubertus en Sint-Joris; helemaal boven de doop van Christus door Johannes de Doper.
De doopvont heeft een smeedijzeren hefboom uit het midden van de vijftiende eeuw. Op de hefboom is een plaatje in de vorm van een wolk bevestigd. Op het plaatje is tijdens de restauratie van oktober tot december 2002 een schilderijtje blootgelegd: God de Vader met een wereldbol in zijn rechterhand.
De glasramen van de doopkapel dateren uit de eerste helft van de vijftiende eeuw. Ze beelden uit: eten van de verboden vrucht, Adam en Eva voor de schepper, schepping van het licht en de zegenende Christus, alle uit de eerste helft van de vijftiende eeuw, een wapenschild met drie lelies dat verwijst naar een onbekende Franse prins uit het eerste vierde van de vijftiende eeuw, een wever aan het werk met voor hem iemand aan het spinnewiel en een uitgebreide tekst, beide uit 1408, verdrijving uit het aards paradijs, Adam en Eva verplicht om te werken, het offer van Kaïn en Abel, de vlucht naar Egypte en Jesse, alle uit de eerste helft van de vijftiende eeuw, het wapenschild van Jan zonder Vrees, hertog van Bourgondië in de periode dat de glasramen gemaakt werden, uit het eerste vierde van de vijftiende eeuw en een andere wever aan het werk en nog een uitgebreid tekstfragment, beide uit 1408.
De glasramen met de wevers aan het werk met ervoor iemand aan een spinnewiel, die zich ooit in het koor bevonden hebben, beelden schenkers uit: het gilde van de wevers dat zeer welstellend was. De tekstfragementen of 'ondertiteling' vermelden: "In 't jaer ons heren als men schreef M:CCCC ende VIII in meert dede maken Jan Rumys Matys sone was ende Staes sone ende Benedictus syn brueder tot danckinge ende eere onser liever vrouw bidt voor hen". Het glasraam werd in maart 1408 gemaakt in opdracht van Jan en Benedictus Ramys, zonen van Matys en Staes.
De doopkapel is bekroond met een bol bedekt met leien.
Het scheelde weinig of hij werd tijdens de neogotische restauratie in de tweede helft van de negentiende eeuw verwijderd. In 1860 besliste de Koninklijke Commissie van Monumenten om hem door een spits te vervangen: men dacht immers dat hij een latere toevoeging was. Er werd echter van afgezien. Terecht, zoals uit onderzoek van het hout gebleken is. Hij ís van rond 1440. Dit betekent dat de Halse bol de eerste in Europa is en model stond voor vele ‘nakomelingen’ in vaak afgezwakte vorm.
De binnenzijde van de bol is via twee wegen toegankelijk. De korte en gemakkelijkste weg is langs een laag en smal deurtje tussen de deuren van het Driekoningenportaal en de deuren van het tochtportaal erachter, en een draaitrap. Een lange en moeilijke weg begint op de eerste torenverdieping en loopt via een trapje naar de siermuur achter in de kerk langs triforium, zolder van dat deel van de zuidelijke zijbeuk aan het Driekoningenportaal en enkele stappen in open lucht naar de bol.
Tijdens de Tweede Wereldoorlog is hij vaak schuilplaats geweest voor personen die door de Duitsers gezocht werden.
Doopvont en bol van de doopkapel verbeelden het verhaal van Christus' doop.
Marcus: "In die dagen kwam Jezus van Galilea en werd in de Jordaan door Johannes gedoopt." Op het deksel van de doopvont wordt Christus door Johannes de Doper gedoopt. Beide staan met hun voeten in het koperen water van de Jordaan. Het water wordt herhaald in het doopwater van de doopvont.
Marcus: "Hij (…) zag de hemel geopend (…) En er kwam een stem uit de hemel: Gij zijt mijn welbeminde Zoon, in U heb Ik welbehagen." De stem uit de hemel is die van God de Vader. Hij is op het plaatje van de hefboom van het deksel afgebeeld met een bol in de rechterhand. Die bol wordt herhaald in de bol van de doopkapel.
Marcus: "Hij […] zag de hemel geopend, en den Geest op Zich neerdalen als een duif." De duif is het symbool van de Heilige Geest. Hij is nergens afgebeeld. Hij is echter tijdens de doop onzichtbaar aanwezig en kan slechts door gelovigen waargenomen worden.
Dit samengaan van Vader, Zoon en Geest is door tal van Vlaamse Primitieven geschilderd.

### Trazegnieskapel
De Trazegnieskapel uit 1467 is in laatgotiek uitgevoerd. Het mooi-uitgevoerde plafond wordt gedragen door ribben en consoles die de westerse kerkvaders voorstellen. De toeschrijving van de bouw aan baron Gillis de Trazegnies die reeds in 1318 stierf, klopt niet. Wel staat het vast dat het baronnengeslacht de Trazegnies tot de bouw ervan bijdroeg.
Het Rozenkransglasraam is van Joseph Casier (1852-1925). Volgende zaken zijn afgebeeld: scènes uit het leven van Christus (kruisiging, geboorte en verrijzenis) en de gave van de rozenkrans.

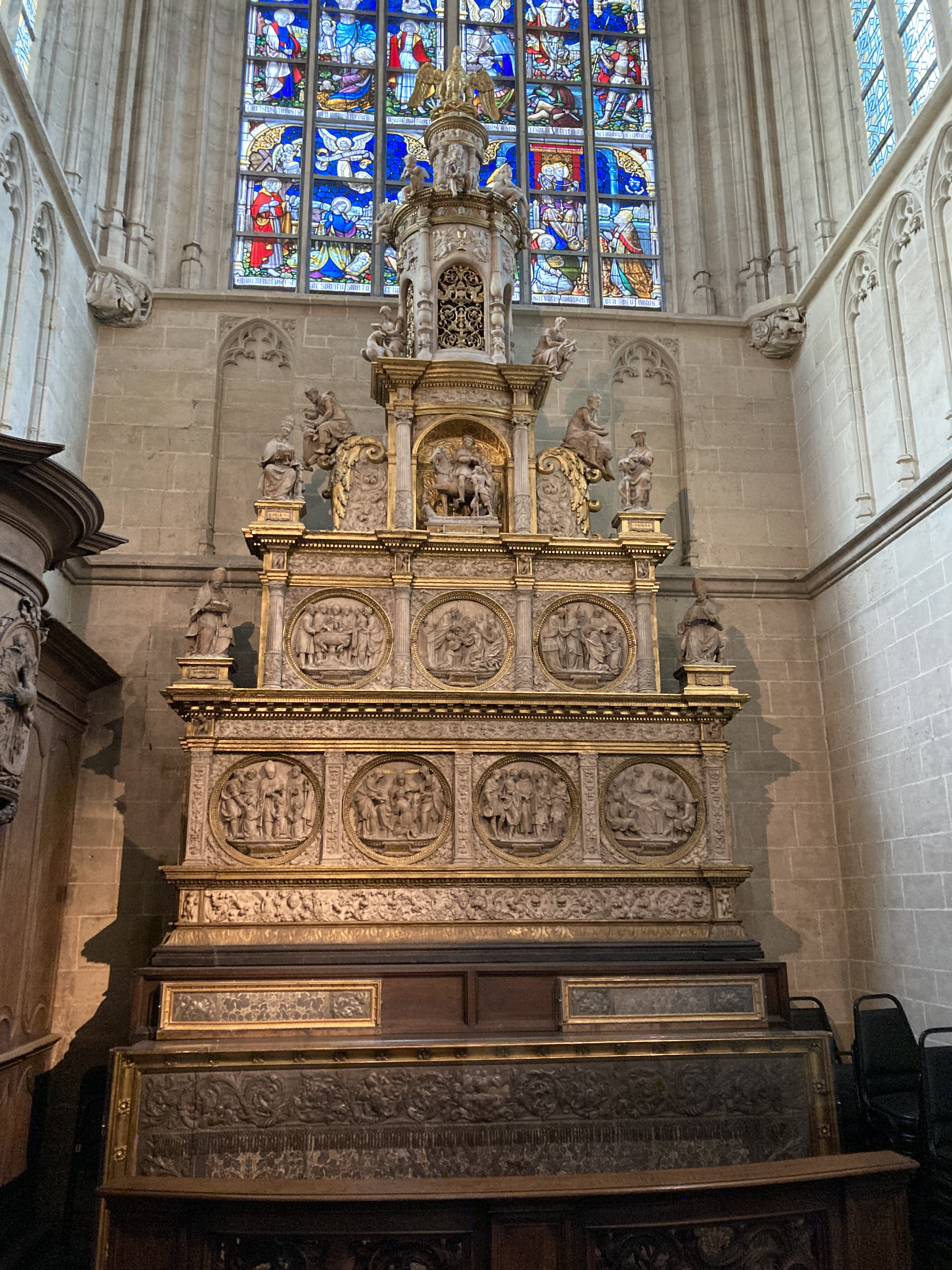
Albasten retabel in de Trazegnieskapel. Keizer Karel V bestelde het in 1533 bij beeldhouwer Jehan Mone.

Op het albasten retabel dat er bewaard wordt na tot 1910 in het hoofdkoor geweest te zijn, staat: "l'an de grâce 1533 posé fus officiant de Bailly en cette ville de Haulx, Messire Balthasar de Toberg, Jean Mone maistre-artiste de l'empereur a faict cest dict retabele". Het retabel uit 1533 is dus het werk van Jehan Mone die op dat moment meester-kunstenaar van keizer Karel V was.
Onderaan zijn in twee registers de zeven sacramenten in medaillons (vier onderaan en drie erboven) afgebeeld. De opschriften op de medaillons zijn in het Frans. Naast het bovenste register met medaillons en daarboven bevinden zich de westerse kerkvaders. Boven de hoogste reeks medaillons en tussen twee kerkvaders is de Sint-Martinus te paard met eronder vermeld opschrift afgebeeld. Naast Martinus en erboven, naast de grote cilinder, bevinden zich de evangelisten. Daarboven, rond de kleine cilinder, zijn er putti. Boven op de kleine cilinder prijkt de pelikaan, symbool van de onbaatzuchtigheid van de kerk. Door de zeven sacramenten af te beelden loopt Mone vooruit op het Concilie van Trente dat in haar strijd tegen 'andersgelovige' christenen onder meer het belang van die sacramenten zal benadrukken.
Tegen de oostelijke muur hangen zes gerestaureerde mirakelschilderijen uit de zeventiende eeuw.
De grafsteen waarvan het opschrift nauwelijks leesbaar is, is die van jonkheer Paul Walckiers, heer van Budingen en Vlieringen, gehuchten van Halle, die op 29 augustus 1774 stierf en van zijn echtgenote Agnès de Wolfe die op 13 oktober 1745 stierf.

### Orgel
Het orgel werd in 1887 gebouwd door Georg Stahlhuth. Het instrument heeft 39 registers met drie manualen en pedaal. Omdat er nog geen netstroom was, werkte het gedeeltelijk elektrisch op zoutvaten. Dit is het enige in Stahlhuth-orgel van deze soort van de orgelbouwer uit Aken dat is overgebleven.
Een grondige restauratie vond plaats in 2020-2021 door de orgelbouwer Guido Schumacher uit Eupen.

## Kerkexterieur
De kerkportalen worden afzonderlijk besproken.

### Trazegnieskapel
In de westelijke en noordelijke muur merkt men sporen van bogen op. Ook in de oostelijke muur die echter door de sacristie verborgen is, is een boog. Dit betekent dat het interieur ooit op een hoogte lag en dat het onderste deel van de kapel met uitzondering van de zuidkant, de kant naar de kerk, die gesloten was op het gelijkvloerse niveau, een open ruimte was.
De kapel was bereikbaar via een trap binnen in de kerk op de grens tussen de noordelijke zijbeuk en de kapel zelf: er is nog steeds een deur zichtbaar. Via een wenteltrap kon men in de kapel geraken. Die trap bevond zich in een soort torenspits buiten de kerk in de hoek van de noordelijke zijbeuk en de kapel zelf. Waarom de kapel op een hoogte lag en de ruimte eronder open was, is een raadsel.

### Mariakapel
Onderaan de Mariakapel vallen raampjes op. Ze geven uit op een dichtgesmeten ruimte, een crypte dus, eronder. Naar de functie van die crypte heeft men het raden.

### Ondergrondse straat
Tussen sacristie en kooromgang zijn delen van een rechthoekige 'poort' en een boog zichtbaar: het westelijke deel gaat schuil achter de sacristie. Het was de toegang tot een straat die onder het hoogkoor, tussen crypte en laagkoor, van de Klinkaert naar de Kardinaal Cardijnstraat liep. De andere toegang is zichtbaar aan de zuidkant van de kerk, tussen koor en Kroningsportaal. Door een raampje in de dichtgemetselde muur kan men nog een glimp van de straat met de oorspronkelijke kasseien opvangen.
In 1885 werden de toegangen afgesloten. De ruimte werd eerst als opslagplaats voor brandweerslangen en later als verwarmingskelder ingericht. In 1532 reisde Johannes Secundus, een student uit Mechelen, te paard van Mechelen naar Burgos. In zijn reisverslag vermeldt hij dat hij in de doorgang graftomben gezien heeft.

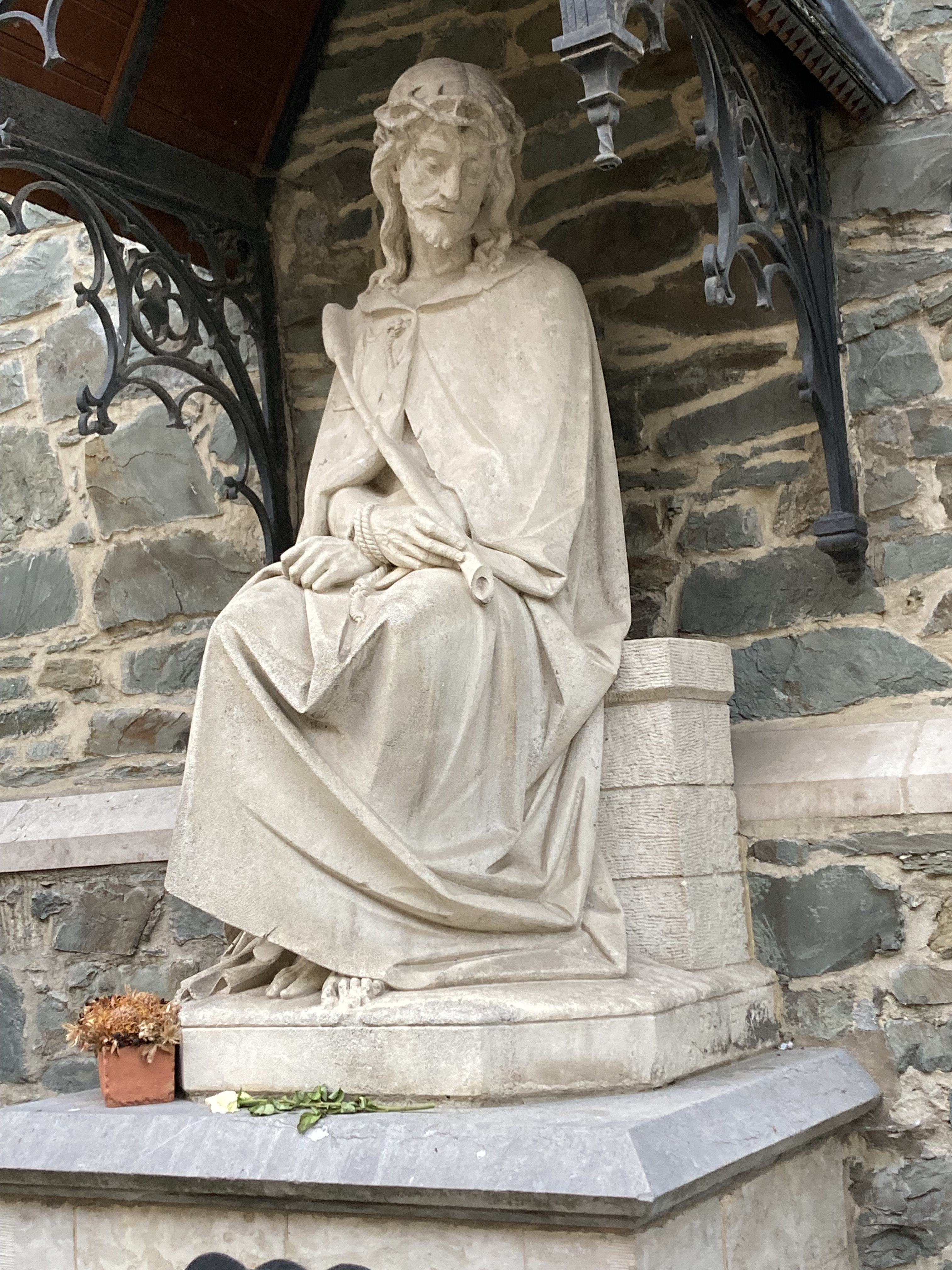
Ecce Homo (1927) tussen het driekoningenportaal en het kroningsportaal van de Sint-Martinus Basiliek

Van de tunnel kon men rechtstreeks in de crypten onder Mariakapel en koor. Was het de bedoeling om de bedevaarders de kans te bieden om die crypten te bereiken zonder misvieringen te storen, bijvoorbeeld om relieken te aanbidden?

### Latere toevoegingen
- tegen de koormuur, aan de buitenkant van de askapel, staat sinds 1931 een "Bretoense Calvarie" van Oscar Sinia;
- ter hoogte van de dichtgemetselde uitgang van de vroegere ondergrondse straat langs de Kardinaal Cardijnstraat staat sinds 1981 een gedenkteken voor deken Andreas Michiels;
- tussen Kronings- en Driekoningenportaal staat sinds 1927 een "Ecce Homo".
- tussen Driekoningenportaal en toren staat sinds 1927 een bronzen beeld van "Christus Koning" uit 1925.
- de engelenbeelden in nissen van de doopkapel zijn van Van de Capelle.

## Toegangsportalen
De kerk heeft vier toegangsportalen waarvan er nog drie in gebruik zijn. Bij alle vier staat Maria, al dan niet alleen, centraal.

### Westportaal
Het west- of torenportaal toont het beeld van een solitaire Maria. Het beeld is in restauratie.

### Noordportaal
Het noordportaal toont het beeld van Maria die Jezus draagt. Het dateert van tussen 1400 en 1410. Het wordt vergeleken met de madonna van Orléans dat in de omgeving van André Beauneveu, onder meer in dienst van de Franse koning, is ontstaan. Maria is verfijnd en naturalistisch met zin voor realisme weergegeven. De knik in de heup benadrukt het feit dat ze haar kind draagt. Het is een kopie van het beeld dat in de crypte bewaard wordt en nog sporen van polychromie vertoont.

### Zuidoost- of Kroningsportaal
Het Kroningsportaal toont het beeld van Maria die door God gekroond wordt.
Het portaal is niet meer in gebruik. Het werd vroeger enkel gebruikt door de deken en de kasteelheer. De deken woonde vroeger in de voorloper van de huidige dekenij die zich tegenover het portaal in de huidige Kardinaal Cardijnstraat, vroeger Kasteelstraat, bevond. De kasteelheer woonde in het vroegere kasteel van Halle dat zich op de plaats van het klooster van de zusters Augustinessen en het vroegere ziekenhuis dat ernaast lag, bevond.

### Zuidwest-, Bruilofts- of Driekoningenportaal
Het Driekoningenportaal heeft de meest complexe opbouw van de vier portalen. Maria met Jezus, twee musicerende engelen en de drie koningen worden getoond: ze zijn gepolychromeerd.
Maria en de engelen worden gedateerd tussen 1380 en 1390. De koningen dateren van rond 1400 en zijn van Brusselse sculptuur.
De Maria met kind van 148 × 50 × 34 centimeter aan de noordzijde is uit één stuk steen gemaakt, de kroon van 10 × 10 × 3 centimeter die met een onzichtbare stenen balk erdoor in het hoofd van Maria bevestigd is,uitgezonderd. Het beeld is aan de achterzijde over een hoogte van 81 centimeter tot 16 centimeter diep uitgehouwen. Het wordt vergeleken met het beeld van de heilige Catharina uit Kortrijk van André Beauneveu. In een kraagsteen is een beeldhouwer afgebeeld. Verondersteld wordt dat de beeldhouwer zichzelf heeft afgebeeld.
Ze wordt geflankeerd door twee musicerende engelen van 98 × 40 × 20 centimeter uit één stuk steen waarvan de linkse de viool en de rechtse de citer bespeelt. Ze zijn eveneens uitgehold (60 × 10 × 9 centimeter): de steen van de engel met de viool is daardoor ter hoogte van zijn middel slechts 1 tot 4 centimeter diep.
De Driekoningen aan de westzijde staan links van Maria opgesteld, in volgende volgorde en steeds verder van Maria verwijderd: Melchior, Balthasar en Caspar. Ze meten 128 × 45 × 32 centimeter. Ze zijn niet uitgehold. Alle drie nijgen ze met hun lichaam naar Maria toe. Melchior heeft uit respect zijn kroon afgenomen. Balthasar en Caspar lijken met elkaar te praten.
De portaaldeuren met smeedwerk in de vorm van druiven en druivenranken en -bladeren zijn origineel. Het beslag is met nagels waarvan de koppen gezichten afbeelden, vastgenageld. De gezichten zijn primitief weergegeven. Het slot van de linkerdeur toont hoppebladeren en -bloemen. De handgreep is klaverbladvormig.

## Verwijzingen naar de geschiedenis van Halle in de basiliek
- crypte. Een steen met een kruisje die met de dood van Filips de Stoute te maken heeft. Op 27 april 1404 stierf Filips in Halle in de herberg “Den Hert” tegenover de toren van de kerk; een gedenkplaat herinnert eraan. Filips werd op drie manieren en op drie plaatsen begraven: zijn lichaam in de abdij van Champmol bij Dijon, zijn gebalsemd hart in de abdij van Saint-Denis bij Parijs en zijn ingewanden onder reeds vermelde steen;
- ruimte onder de toren: een getraliede nis met kanonballen. Ze herinneren aan het mislukte beleg van 1489 door Filips van Kleef dat paste in het kader van de problemen na de dood van Karel de Stoute en de voogdij over de kinderen van Maria van Bourgondië (hertogin) tussen Maximiliaan van Oostenrijk en de Brabantse en Vlaamse steden na de dood van Maria. Halle stond aan de zijde van Maximiliaan van Oostenrijk;
- ruimte onder de toren: een gedenkplaat in kapiteelvorm waarop 2 ladders tegen een boom staan en de tekst "9 en 10 julet 1580" te lezen is, net boven de nis met de kanonballen. Hij herinnert aan mislukte aanvallen op Halle op 9 en 10 juli 1580 door Olivier van den Tympel, vervanger van Willem van Oranje te Brussel. De aanval van 9 juli mislukte omdat de ladders te kort waren: de Brusselaars hadden de grotere Henegouwse voet (Halle maakte deel uit van Henegouwen) voor Brabantse genomen. De aanval van 10 juli mislukte omdat de bevolking na 9 juli waakzaam was. Halle stond aan de zijde van Filips II;
- op de muur tussen de Trazegnies- en Mariakapel is een borstbeeld van Justus Lipsius met een gedicht waarin hij zijn gouden pen waarmee het een werk over de Halse zwarte madonna geschreven heeft, aan haar opdraagt. Het werk, "Diva Virgo Hallensis", verscheen in 1604;
- Mariakapel. Mathilde d'Udekem d'Acoz schonk na haar huwelijk op 4 december 1999 met Filip, kroonprins van België, haar bruidsboeket aan de zwarte madonna van Halle. Het werd gedroogd en is doorlopend te bekijken. De Halse madonna wordt onder meer voor zwangerschap aanbeden.

## Kerk en zwarte madonna in de kunst

### In het werk van Hallenaars
- Jacobus Willems (2 mei 1601 - 1 december 1653) componeerde "Premitia Marianae divae Virgini Hallensi Sacrae";
- Fernand Toussaint van Boelare (Anderlecht, 19 februari 1875 - Brussel, 30 april 1947). "Legende van O.L.V. van Halle" uit 1911 waarvan een doorslag van de getypte tekst zich in het archief van de Sint-Martinusparochie bevindt;
- Louis Thevenet (Brugge, 12 februari 1874 - Halle, 16 augustus 1930). Brabants fauvist. Schilderijen van de Halse zwarte madonna al dan niet met kanonballen en al dan niet onder glazen stolp, waaronder "O.-L.-Vrouw van Halle onder een stolp" uit 1926, en "Binnenzicht van de basiliek te Halle", "De vaartbrugkaai te Halle" (met zicht op de kerk) en "Église de Hal" uit 1927, "Palmzondag" (het uitgaan van een processie door de poort van de toren) uit 1922, "Basiliek te Halle" uit 1923 en "Basiliek vanaf H. Consciencestraat" uit 1928. De opsomming is niet beperkend;
- Ghislain Laureys (21 september 1924 - Halle, 13 januari 1995). Tal van gedichten in "Het hart van mijn stad" uit 1972;
- Josée Desadeleer. Schilderij "Basiliek vanuit Maria's Hof";
- Henri De Cock of Kokske (Schaarbeek, 23 november 1911 - Halle, 4 mei 1978). Schilderijen als "Mouterij" uit 1974, "Possozplein" uit 1975, "Vondel" ook uit 1975, alle met zicht op de kerk, en "Basiliek Halle" en "Basiliek bij nacht", beide uit 1975. De opsomming is niet beperkend;
- René Devedeleer. Schilderijen;
- Rik Wouters (2 april 1956). Gedichten in "Nauwelijks ademend verheffen woorden zich" uit 1982 en "Elke klank heeft zich tot een drein verlangzaamd" uit 1998;
- de kerk duikt ook op in een tekening van Armand Moussiax (kerk vanuit Sollenbeemd) en Erwin Neels (Trazegnieskapel).

### In het werk van niet-Hallenaars

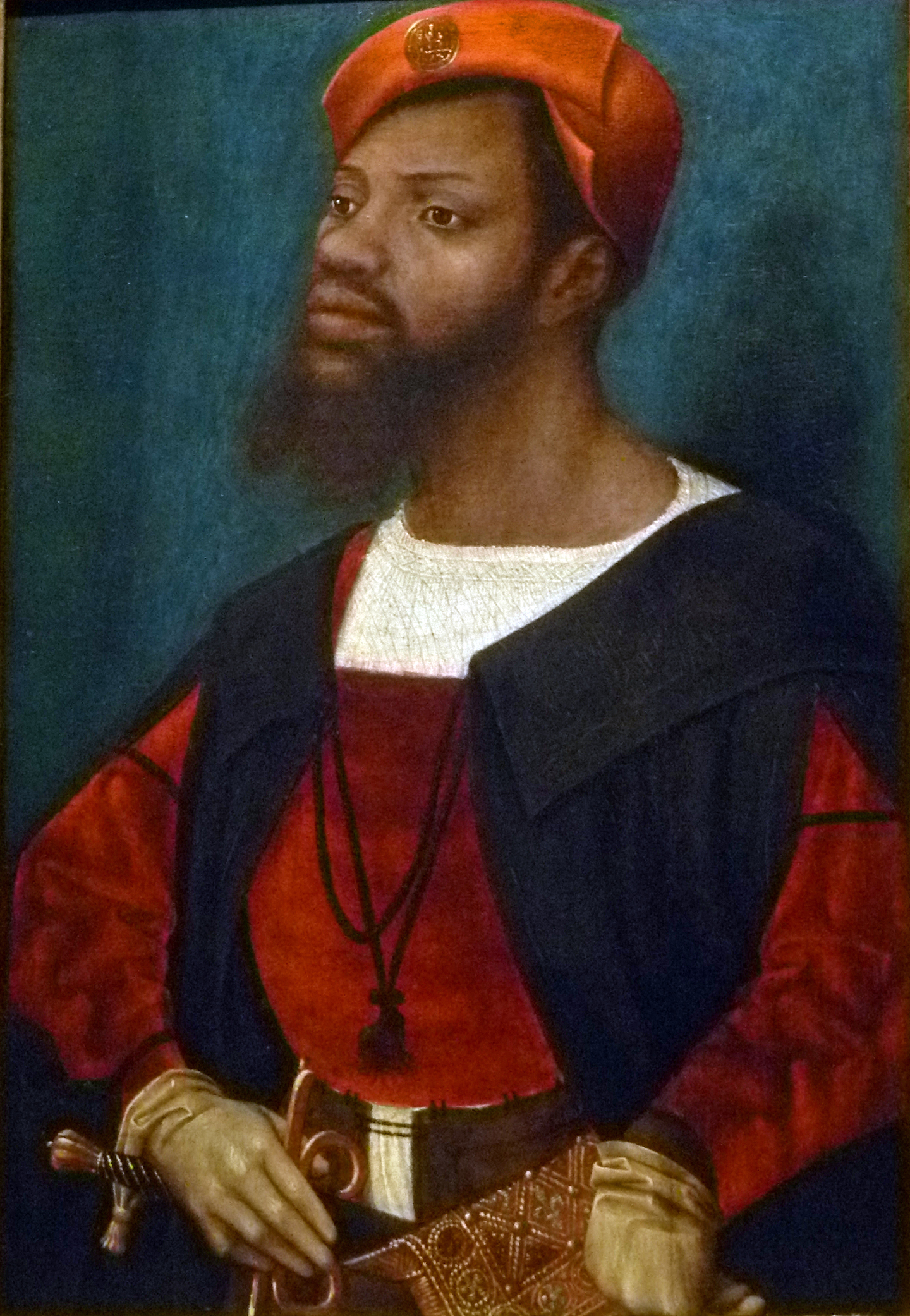
Portret van een Afrikaanse Man door Jan Mostaert met het Maria-insigne van Halle op de muts

- Portret van een Afrikaanse Man door Jan Mostaert met het Maria-insigne van Halle op de mutsJan Mostaert heeft een portret van een "Gekerstende Moor" dat zich in het Rijksmuseum te Amsterdam bevindt, geschilderd. Op zijn muts is een pelgriminsigne van de Onze-Lieve-Vrouw van Halle aangebracht. Op het insigne waarvan een exemplaar (zilver; 35 millimeter diameter, periode: 1475-1525) zich in het Germanisches NationalMuseum te Neurenberg bevindt, is een gekroonde Maria met Jezus op een troon, geflankeerd door 2 engelen met een banderol waarop "ave maria" staat, te zien. Een moor was lid van de lijfwacht van Karel V toen hij na Halle bezocht te hebben om de Maria voor zijn keizersverkiezing te danken naar Aachen ging om tot keizer gekroond te worden;
- Rond 1864 verschenen van J. Hoolants acht litho's over Halle: vijf ervan tonen de kerk. Reproducties ervan werden in 1996 door de stad Halle uitgegeven. Bijzonder de moeite waard is een zicht op Grote Markt en kerk vanaf het begin van de Korte Steenweg, nu Basiliekstraat, met zicht rechts op een deel van het stadhuis. Het standbeeld van Servais staat er nog niet terwijl tussen toren en doopkapel en tegen de doopkapel zelf huisjes aangebouwd zijn en de bekroning van de hoektorens van de toren in de vorm van de lantaarn die de toren nog steeds bekroont, nog barok is.
- Een anonieme Rubensgravure bevindt zich in het Teylers Museum in Haarlem. Ze toont 20 mirakels toegeschreven aan de Halse Maria die met kind bovenaan centraal is weergegeven. De afgebeelde mirakels zijn vermeld in het "Guldenboek van de Broederschap van de Onze-Lieve-Vrouw van Halle";
- Charles De Coster schreef in "La Légende et les aventures héroïques, joyeuses et glorieuses d’Ulenspiegel et de Lamme Goedzak au Pays de Flandres et ailleurs" uit 1867: "Comme il s'en allait, il rencontra Henri le Marischal, bélître-brimbeur qui avait été pendu dans la châtellenie de West-Ypres et montrait encore les marques des cordes autour de son cou. "Il avait été, disait-il, délivré étant en l'air en disant seulement une bonne prière à Notre-Dame de Hal, tellement que, par vrai miracle, les baillis et justiciers étant partis, les cordes qui ne le serraient plus déjà rompirent, qu'il tomba à terre et fut ainsi sauf." Mais Ulenspiegel apprit plus tard que ce bélître délivré de la corde était un faux Henri Marischal, et qu'on le laissait courir débitant son mensonge parce qu'il était porteur d'un parchemin signé par le doyen de Notre-Dame de Hal, qui voyait, à cause du conte de ce Henri le Marischal, affluer par troupes en son église et le bien payer tous ceux qui, de près ou de loin, flairaient la potence. Et pendant bien longtemps Notre-Dame de Hal fut surnommée Notre-Dame des Pendus.";
- Gr. Martens. "Naar O. L. Vrouw van Halle om redding" uit 1935 als nummer 242 in de reeks "Vlaamsche Filmkens";
- Louis Paul Boon schreef in "Het Geuzenboek" uit 1979 over Hendrik Marschal die in Brugge aan ophanging ontsnapte omdat de koord brak nadat hij tot de zwarte Maria van Halle had gebeden:

...en men schonk hem genade. Niemand wist dat deze zuiplap een valse Hendrik Marschal was, uit de goot opgeraapt om hem een mirakuleuze redding van de dood te laten rondventen. En hij toonde een perkament, hem bezorgd door de deken van Onzelievevrouw van Halle. En vele dwazen, die vreesden dat ze die dag of de volgende aan de strop konden sterven, liepen in groot aantal met hun laatste duiten naar Halle en legden die neer in de schaal der kerk, en de deken raapte ze op. Zo werd Onzelievrouw van Halle zeer lang de Lievevrouw van de Gehangenen genoemd...
- de kerk duikt ook op in afbeeldingen in "Diva Virgo Hallensis" van Justus Lipsius uit 1604 (zicht op de ommuurde stad met centraal de kerk met de belegering van 1489 en de aanval van 1580).[4]
- een werk van Adriaan Poirters uit 1657 (zicht op de ommuurde stad met centraal de kerk),
- op een schilderij van Titz (zicht op de kerk met de Zenne op de voorgrond) dat eigendom van de kerkfabriek is,
- ingrafisch werk van H. Brew (zicht op de buitenkant van het koor en de sacristie),
- M. Crepelet (zicht op Grote Markt en kerk) en
- Vorstermans (tresorie in de Mariakapel) uit 1658.

## Anomalieën en andere bijzonderheden
- het beeld van de zwarte Madonna werd in 1267 aan de stad en niet aan de kerk geschonken;
- het schip staat niet loodrecht op de toren. Dit is met het blote oog moeilijk of niet waar te nemen;
- rond 1400 liet een Brusselaar een missaal vervaardigen, meer dan waarschijnlijk als geschenk voor een kerk. Halverwege de zestiende eeuw was het in het bezit van de kerk. Nu bevindt het zich in de Koninklijke Bibliotheek Albert I te Brussel als manuscript nummer 233;
- op de zwikken in de blinde bogen van Mariakapel en koorgang zijn personages, taferelen en gedrochten afgebeeld. De kwaliteit ervan is ongelijk. Meestal, met uitzondering van de vierde, vijfde en zesde kapel van de kooromgang vormen de afbeeldingen geen inhoudelijke eenheid. Een aantal zwikken werd tijdens de neogotische restauratie in de tweede helft van de negentiende eeuw vervangen;
- meestal, maar ten onrechte wordt de link gelegd tussen de kanonballen uit 1489 in een getraliede nis onder de toren en de gedenkplaat erboven die herinnert aan de aanvallen van 1580;
- in 1520 bezocht Karel V de kerk om Maria te danken voor zijn verkiezing tot keizer van het Heilig Roomse Rijk;
- de mirakelschilderijen of ex voto's die alle ongeveer 1,20 bij 0,90 meter zijn en zich onder de toren en in de Trazegnieskapel bevinden, dateren alle uit de zeventiende eeuw. Ze vormen slechts een deel van de 50 exemplaren. De verhalen die afgebeeld staan, zijn terug te vinden in het "Guldenboek van de Broederschap van de O.-L.-Vrouw van Halle". Sinds 1993 worden ze dankzij een financiële tussenkomst van de Koning Boudewijnstichting gerestaureerd terwijl privépersonen of plaatselijke verenigingen een deel van de kosten op zich nemen. Het eerste schilderij dat gerestaureerd werd, was "De Duivelsuitdrijving". Dit werk is belangrijk gebleken omdat het teruggaat op een anonieme Rubensgravure die zich in het Teylermuseum in Haarlem bevindt. Op de gravure waarin Maria met kind bovenaan centraal weergegeven is, zijn 24 mirakels die aan haar worden toegeschreven, afgebeeld;
- de meeste muurschilderingen verdwenen tijdens de restauratie in de tweede helft van de negentiende eeuw. Toch vindt men nog op vele plaatsen polychromie die vaak moeilijk waar te nemen is, terug: sluitstenen, gewelven, koorkapellen, consoles, Maria- en Jozefkapel, bundelpijlers en zwikken. Van een aantal muurschilderingen bestaan 'kopieën'. Calques door Adrien Bressers tijdens de negentiende-eeuwse restauratie rechtstreeks op de muur genomen, onder meer van een "Annunciatie" uit 1400 uit de Mariakapel, tekeningen en een schetsboekje van dezelfde Bressers bevinden zich in het KADOC te Leuven. Van andere muurschilderingen zijn er door Alexandre Honneteau olieverf- en door Camille Tulpinck aquarelschilderijen (op kleine schaal) gemaakt, die zich in het Koninklijke Museum voor Kunst en Geschiedenis te Brussel bevinden [5]. In 1908 verwijderde de Halse kunstschilder Georges De Geetere muurschilderingen uit de Mariakapel, onder meer vermelde "Annunciatie", en bevestigde ze op doek. Hij verkocht ze aan de Leuvense kanunnik Armand Thiéry die ze tentoonstelde. Sindsdien ontbreekt elk spoor;
- in 1932 wordt de openbare plasplaats tussen toren en noordportaal verwijderd;
- in 1939, tijdens de woelige periode vóór de Tweede Wereldoorlog, was de lantaarn op de toren een observatiepost van de artillerie van het Belgische leger.
- tijdens de Tweede Wereldoorlog werd de kerk bijna geraakt door een V1 die "ging tot vlak boven de basiliek" (sic) "en daar maakte hij rechtsomkeer, zoefde boven onze hoofden terug om dan ergens in Dworp neer te vallen."[6];
- De kerk wordt ook vaak de Onze-Lieve-Vrouwebasiliek genoemd[7], ook al is haar officiële titel de Sint-Martinusbasiliek en wordt deze laatste naam ook gebruikt in het Vaticaanse document waarin de kerk tot basiliek verheven wordt (aanhef: "Paroecialis Ecclesiae, Deo in honorem Sancti Martini dicatae" of "De parochiekerk ter ere van de Heilige Martinus aan God toegewijd").

## Zaken in Halle die aan de kerk doen denken
- de bidprocessie op de eerste zondag van september door de binnenstad;
- de "Weg-om", een bewegwijzerde processieweg van 5 kilometer met 40 kapellen en met begin en einde aan de kerk. Hij wordt reeds vermeld in 1335 en is een van de oudste van het land. Op de eerste zondag van oktober wordt weg met het Mariabeeld afgewandeld. Het hele jaar 'doen' vele bedevaarders de "Weg-om";
- de tweejaarlijkse Pinksterenprocessie;
- de vroegere herberg "Den Hert" tegenover de westelijke ingang van de kerk, tussen Hoorn- en Zwaanstraat. Een gedenkplaat herinnert eraan dat Filips de Stoute van wie de ingewanden in de crypte van de kerk begraven liggen, er in 1404 stierf;
- een exemplaar van "Diva Virgo Hallensis" uit 1604 van Justus Lipsius in Den Ast. Marnix Gijsen kocht het bij een antiquair in New York en schonk het aan de Hallenaar Jan Boon die het aan het museum schonk;
- een originele houten gevel van een 'madolekeswingkel', zoals winkels waar men regilieuze medaillons en andere gelijkaardige voorwerpen (Mariabeelden, wijwatervaten, brievenopeners en vaantjes met Maria op, ...) verkocht, genoemd worden, in het Zuidwestbrabants Museum. Vroeger telde de stad tal van soortgelijke winkels in de binnenstad. De enige overgeblevene bevindt zich tegenover de westelijke ingang van de kerk, op een hoek van de Hoornstraat en de Grote Markt;
- Basiliekstraat tussen Grote Markt en Bospoortbrug over het kanaal Charleroi-Brussel, die pas onder die naam bestaat van na W.O. II. Vroeger waren er 3 straten: Kleine Steenweg of Stadhuisstraat, Lange Steenweg en Statieberg of Bosstraat. Het gebeurde als compensatie voor de naamsverandering van Leeuwenplein in Oudstrijdersplein;
- het Mariahof, een plek vol groen en stilte die eigendom van de parochie is en open voor de inwoners, tussen Deken- en Vestingstraat. In het oosten en westen wordt ze door huizen begrensd. Het Mariahof is de opvolger van het vroegere gelijknamige hof dat in 1960 plaats moest ruimen voor de Jan Boonlaan;
- Sint-Martinusweg tussen Possozplein en het pleintje zonder naam tussen het vroegere Jezuïetencollege en de Kardinaal Cardijnstraat, in het westen begrensd door het vroegere Jezuïetencollege. De straat bestaat sinds 1971.